# Septembre 2005
Voir aussi : Septembre 2005 en France - Septembre 2005 en Afrique - Sport en septembre 2005

## Actualités du mois

### Jeudi1erseptembre2005
- Argentine, environnement : à l'occasion de l'inauguration du Fonds Argentin du Carbone (FAC), bourse de revente du droit à polluer, le président Néstor Kirchner exhorte les pays riches à « payer leur dette environnementale[1] ».
- Suisse : publication de la liste noire des compagnies aériennes interdites en Suisse qui compte deux sociétés : Flash Airlines (Égypte) et Air-Van Airlines (Arménie). D'après l'office fédéral de l'aviation civile ces compagnies sont interdites d'atterrissage en Suisse « en raison de problèmes de sécurité systématiques ».
- Viêt Nam : la grippe aviaire a fait une victime supplémentaire, portant le bilan à 62 morts. Un homme âgé de 58 ans originaire de Hanoï a été admis dans un hôpital de la ville où il est mort le jour même.
- Espagne : un bâtiment du ministère des Finances a été brièvement évacué à Madrid pour une alerte à la bombe. La police fouille l'imposant édifice situé dans le centre qui appartient au service des impôts pendant 90 minutes mais ne découvre aucun explosif. La menace a été reçue par un appel anonyme depuis un téléphone cellulaire.
- Estonie : le pays fixe officiellement au début 2007 l'adoption de l'euro.
- Albanie : démission du premier ministre Fatos Nano après la défaite de son parti aux législatives de juillet.
- Chine, armement : une semaine avant la visite de Hu Jintao à Washington, la Chine en appelle à la modération en matière d'essais nucléaires, et dit prôner « la politique et la diplomatie » dans la lutte contre la prolifération nucléaire. La république populaire de Chine s'affirme de plus en plus sur la scène politique mondiale, accueillant les négociations multipartites sur le nucléaire nord-coréen, et entreprenant certaines relations avec l'Iran au sein du triangle Téhéran-Moscou-Pékin[2].
- France, industrie : la dernière Gauloises française sera roulée ce matin, avant que le groupe propriétaire de la marque, Altadis, ne ferme définitivement l'usine lilloise, établie en 1910, pour recentrer sa production à Alicante, en Espagne. Les Français fumant de moins en moins de cigarettes brunes, c'est, selon The Guardian, un 'petit quelque chose' de l'identité française qui s'en va[3].
- Suisse : un arrêt automatique du réacteur est survenu à la centrale nucléaire de Leibstadt dans le nord du pays. L'origine de l'incident est pour l'heure inconnue. Après cinq mois d'interruption consécutive à une panne, la centrale nucléaire avait reçu l'autorisation de remise en service samedi 27 août.
- Al-Qaïda revendiquerait sur une vidéo diffusée sur la chaîne Al Jazeera, les attentats du 7 juillet 2005 à Londres[4].
- États-Unis : mort de R.L. Burnside, l'un des derniers grands chanteurs de Blues du Mississippi, à l'hôpital St. Francis à Memphis dans le Tennessee. Il avait 78 ans.

### Vendredi2 septembre 2005
- France : le président Jacques Chirac, âgé de 72 ans, a été hospitalisé à l'hôpital militaire du Val-de-Grâce, pour un accident vasculaire ayant entraîné un léger trouble de la vision qui devrait disparaître en quelques jours. Il doit y rester hospitalisé une semaine.
- France : une Camerounaise de 41 ans, qui voulait se rendre au Canada, s’est vue notifier une interdiction de quitter le territoire français, à la suite de poursuites engagées à son encontre pour complicité d'escroquerie. Elle s'est suicidée en s'immolant par le feu. Le drame a eu lieu ce matin vers 11 h 30 dans une salle du secrétariat des juges d'instruction, au troisième étage du palais de Justice de Rouen. Partie mécontente, cette femme est revenue au palais de Justice avec un bidon de 5 litres d'essence, elle en aspergea une secrétaire puis elle-même avant de mettre le feu. Grièvement brûlée, la secrétaire âgé de 55 ans, a été évacuée par le Samu vers 13 heures à l'hôpital Cochin de Paris, alors que la Camerounaise est morte sur place. Un avocat, Me Frédéric Caulier, qui a entendu des hurlements alors qu'il se trouvait au premier étage, est monté pour découvrir la secrétaire en feu sur le palier. Il l'a alors recouverte de sa robe d'avocat pour étouffer les flammes, lui sauvant sans doute la vie. Elle a pu lui dire que « quelqu'un lui a mis le feu ». Selon les pompiers, le feu a détruit une cloison mais ne s'est pas propagé au bâtiment. Le préfet de Seine-Maritime, Daniel Cadoux, et le maire UDF de Rouen, Pierre Albertini, se sont rendus sur les lieux. Le ministre de la Justice Pascal Clément est arrivé sur place vers 14 heures pour rencontrer les magistrats et fonctionnaires du tribunal et faire un point sur la sécurité à la suite de ce drame. Le ministre a évoqué des travaux sur le digicode de la porte d'entrée du cabinet des juges d'instruction pour expliquer la facilité avec laquelle la femme avait eu accès à cette zone sécurisée.
- Isère: un loup de trente-cinq kilogrammes, suspecté d'avoir tué une dizaine de jeunes bovins, a été tué ce matin entre 2 heures et 3 heures.
- Japon : un typhon « extrêmement puissant » se dirige vers le sud du pays.
- Europe, épidémie : l'épidémie de la vache folle trouverait son origine en Asie du sud-est[5].
- Québec, pétrole : l'organisme « L'Essence à juste prix » s'adresse aux premiers ministres Paul Martin et Jean Charest pour qu'ils prennent des mesures afin de freiner la flambée des prix de l'essence. Le porte-parole Frédéric Quintal se réfère à une loi provinciale sur les produits pétroliers qui permettrait au gouvernement québécois d'agir pour contrôler les prix.
- France : les forces de l'ordre procèdent à l'évacuation d'un squat, rue de la Tombe-Issoire à Paris dans le 14e arrondissement.
- Allemagne : collision entre deux bus sur l'autoroute Munich-Berlin, 48 blessés légers.
- Irak : un responsable du gouvernement a annoncé que le procès de Saddam Hussein commencera le 19 octobre, après le référendum sur la nouvelle constitution irakienne.
- France : une semaine après l'incendie d'un immeuble d'habitation du XIIIe arrondissement parisien qui a causé la mort de 17 personnes d'origine africaine, dont 14 enfants, les enquêteurs privilégient dorénavant la piste criminelle.
- Brésil : une personne est morte et cinq autres ont été blessés par une tempête qui a frappé le sud du pays. Des vagues de cinq mètres de haut ont frappé les côtes du pays et  les vents ont soufflé jusqu'à 110 km/h dans les États du Rio Grande do Sul et Santa Catarina, a provoqué également des coupures de courants et la fermeture de plusieurs aéroports. Le système, formé en dehors de la zone tropicale, était en réalité un ouragan selon de nombreux météorologistes, en raison de ses vents inhabituellement violents. Cette dénomination est cependant contestée, car les ouragans ne sont pas supposés se former dans le sud de l'océan Atlantique.
- États-Unis : mort du comédien américain Bob Denver à l'âge de 70 ans, dans un centre hospitalier de la Caroline du Nord, à la suite d'une longue lutte contre un cancer.

### Samedi3 septembre 2005
- France : à la suite de l'hospitalisation du président Jacques Chirac, le Premier ministre Dominique de Villepin présidera le Conseil des ministres mercredi 7 septembre. La rencontre prévue avec le chancelier allemand, Gerhard Schröder qui aurait dû avoir lieu le 6 septembre à Rheinsberg en Allemagne a aussi du être annulée.
- Russie : des milliers de personnes ont rendu hommage aux 331 victimes de la prise d'otage de l'école de Beslan il y a un an.
- Chine : le typhon Talim qui est passé sur l'est de la Chine a fait au moins 42 morts et 27 personnes sont portées disparues.
- Égypte : les services de sécurité égyptiens ont identifié à l'aide de tests ADN les trois auteurs des attentats suicides du 23 juillet 2005 à Charm el-Cheikh qui avaient fait 64 morts.
- Irak : dix-sept policiers et militaires irakiens ont été tués lors de trois attaques distinctes près de Bakouba, une localité majoritairement sunnite.
- Japon : l'agence nationale météo a annoncé que le typhon Nabi, de catégorie 5, devrait toucher Okinawa et les îles de Ryukyu dimanche, et peut-être Kyushu lundi.
- Népal : les séparatistes maoïstes ont annoncé un cessez-le-feu unilatéral de trois mois pour encourager les négociations avec les partis politiques népalais. Leur chef Pushpa Kamal Dahal a déclaré qu'il « ne lancerait aucune offensive » durant la trêve.
- États-Unis d'Amérique : mort de William Rehnquist, président de la Cour suprême des États-Unis d'Amérique, des suites d'un cancer de la thyroïde à son domicile d'Arlington en Virginie. Il avait 80 ans.

### Dimanche4 septembre 2005
- France : un incendie présumé criminel dans un immeuble d'habitation a fait dix-huit morts et quatorze blessés dont cinq graves à L'Haÿ-les-Roses dans le Val-de-Marne. Le feu a éclaté dans le hall d'entrée d'un immeuble de dix-huit étages vers 1 heure du matin, le premier appel a été enregistré à 1 h 11, et a été éteint très facilement, mais les victimes ont été touchées par la propagation des fumées toxiques. Il s'agit d'une tour d'habitation à loyer modéré (HLM) de 110 logements construit au début des années 1970, qui a été récemment rénové. Le plan rouge a été déclenché à 2 h 5, et deux cents pompiers environ se sont rendus sur les lieux. Un poste médical avancé et une cellule psychologique ont pris en charge 21 personnes qui ne souffrent pas de blessures physiques à proximité de la tour, et d'autres victimes ont été évacuées vers les hôpitaux de la région. Le maire de L'Haÿ-les-Roses Patrick Sève, et le sous-préfet Didier Montchamp se sont rendus sur place. D'après les premiers éléments de l'enquête, trois jeunes filles seraient mises en cause dans l'incendie.
- Mexique : l'explosion d'un bâtiment où étaient entreposés des feux d'artifice et où se vendait illégalement de l'essence a fait environ 15 morts et au moins 20 blessés dans le village de Tlacotepec, situé dans les montagnes de l'État de Guerrero, à 120 kilomètres d'Acapulco. Mais le bilan pourrait s'aggraver, car certaines victimes se trouvent encore sous les débris du bâtiment. La majorité des victimes sont des enfants qui fréquentaient l'immeuble le week-end, car il abritait également des machines de jeux vidéo.
- Chine : des glissements de terrain font au moins 19 morts dans la province d'Anhui dans l'est du pays.
- Espagne : le pilote d'un avion bombardier d'eau anti-incendie meurt dans le crash de son appareil.

### Lundi5 septembre 2005
- Égypte : au moins 29 personnes sont mortes et 37 autres ont été blessés dans un incendie qui a détruit un théâtre vers 23 h 45 locales, lors d'une représentation à Beni Souef, à une centaine de kilomètres au sud du Caire.
- Commerce international : le ministre du Commerce chinois Bo Xilai et le commissaire européen au commerce Peter Mandelson sont parvenus à un accord sur la question des vêtements asiatiques bloqués en douane. La moitié des 80 millions de pièces va être autorisée à entrer sans licence, tandis que les 40 millions restants seront décomptées sur les quotas de l'année 2006, définis par l'accord de Shanghai[6].
- Allemagne, duel Merkel-Schröder : Angela Merkel devance toujours Gerhard Schröder, mais le duel télévisé qui a réuni près de 20 millions d'Allemands devant leur poste pourrait influer sur le choix du centre droit ou de la grande coalition.
- Indonésie, Vol 091 Mandala Airlines : un Boeing 737-200 de la compagnie indonésienne privée Mandala Airlines avec 112 passagers, dont trois enfants, et cinq membres d'équipage, s'est écrasé à 9 h 40 locales (2 h 40 UTC) dans une rue habitée de la ville de Medan, dans l'ouest du pays, faisant au moins 137 morts.
- Autriche : la chute d'un bloc de béton d'un hélicoptère sur un téléphérique a fait au moins neuf morts et projeté des dizaines de personnes hors des cabines accrochées au câble, dans la station de ski de Solden, à quarante kilomètres à l'ouest d'Innsbruck.
- République démocratique du Congo : un Antonov-26 s'est écrasé ce matin près de la ville d'Isiro, dans l'est du pays, faisant sept morts dont trois membres d'équipage russes.
- États-Unis : le président George W. Bush a annoncé avoir désigné John Roberts comme son candidat pour prendre la présidence de la Cour suprême. C'est demain à Washington que devra se dérouler devant le Sénat les auditions de confirmation pour la nomination de John Roberts au poste de Sandra Day O'Connor qui avait annoncé sa démission le 1er juillet.
- Kosovo : le président Ibrahim Rugova a confirmé qu'il avait un cancer du poumon mais qu'il ne quitterait pas son poste alors que la province approche d'une période de négociations cruciales pour son avenir. Faible et fragile, il a déclaré qu'il continuerait à œuvrer pour l'objectif de sa vie, à savoir l'indépendance du Kosovo par rapport à la Serbie.
- France : de fortes pluies et des orages sont attendus à partir de ce soir et jusqu'à mercredi matin en Languedoc-Roussillon et dans les Cévennes. Dix départements ont été placés en « alerte orange ». Les départements concernés par cet épisode pluvio-orageux sont ceux du Languedoc-Roussillon, ainsi que l'Allier, l'Aveyron, le Cantal, le Puy-de-Dôme et le Tarn.

### Mardi6 septembre 2005
- France : Météo-France a émis aujourd'hui un bulletin de « vigilance rouge » à partir de 11 heures sur les départements du Gard et de l'Hérault. De nouvelles et fortes précipitations orageuses sont attendues dans la journée. Un nouvel épisode pluvieux va traverser l'Hérault, notamment la région de Béziers en soirée puis le reste du département dans la nuit. Le ramassage scolaire sera avancé et la circulation limitée à partir de 18 heures (ministère de l'Intérieur)[7].
- Japon : le puissant typhon Nabi s'est abattu mardi sur l'île de Kyushu, dans le sud de l'archipel japonais, avec des vents atteignant 144 km/h et des pluies diluviennes. Le typhon fait un mort, 15 blessés et huit disparus alors que des dizaines de milliers d'habitants ont été contraints d'évacuer leur maison.
- France, politique : le conseiller politique de l'UMP et ancien ministre, Patrick Devedjian affirme que le président Jacques Chirac a l'intention de se représenter à l'élection présidentielle de 2007.
- Salvador : au moins sept personnes ont péri dans des coulées de boue provoquées par des pluies torrentielles. Les coulées se sont produites avant le lever du jour dans plusieurs secteurs autour de San Salvador.
- Agriculture : un millier d'hectares de maïs Bt (OGM) est cultivé cette année dans le sud-ouest de la France.
- France, politique : à vingt mois de l'élection présidentielle 2007, la présidente socialiste de la région Poitou-Charentes Ségolène Royal n'exclut pas formellement de se présenter, même si elle estime que l'annonce de sa candidature serait « prématurée ».

### Mercredi7 septembre 2005
- Chine, médias : Reporters sans frontières (RSF) accuse Yahoo!, séduit par l'ampleur du marché local, d'avoir aidé le gouvernement chinois à repérer le journaliste Shi Tao, condamné en avril 2005 à dix ans de prison pour « divulgation de secret d'État ». Il avait diffusé sur internet une note gouvernementale enjoignant aux journaux du continent de ne pas commenter le quinzième anniversaire des manifestations de la place Tiananmen. (Source :Reporters sans frontières et Daily Telegraph)
- Chine, Astronomie : la Chine annonce la construction d'un nouveau centre spatial à Shanghai, pour un investissement de plus de 125 millions d'euros ; l'inauguration est prévue pour 2010[8].
- Russie : Vladimir Poutine, président de la fédération de Russie depuis mai 2000, affirme qu'il ne sera pas candidat à sa réélection en 2008. (Source : Checklist Le Monde.)
- Palestine : plusieurs dizaines d'hommes armés ont pris d'assaut tôt ce matin le domicile du général Moussa Arafat, 69 ans, conseiller pour les affaires de sécurité du président Mahmoud Abbas et cousin du défunt président Yasser Arafat. Ils l'ont assassiné et ont enlevé son fils aîné, Nimhel, officier de la sécurité âgé d'une trentaine d'années. À la suite de cet assassinat, Mahmoud Abbas a convoqué une réunion d'urgence avec les responsables de la sécurité et le premier ministre Ahmed Qoreï. Les « Comités de résistance populaire » revendiquent l'assassinat.
- Turquie : treize personnes, dont un enfant, ont été tuées et vingt-cinq autres blessées dans un accident de car dans le nord-ouest du pays.
- France, politique : selon le député des Verts de Gironde, Noël Mamère, le candidat des Verts à la présidentielle de 2007 sera désigné le 15 avril 2006.
- France : Jacques Roland, président du Conseil de l'Ordre des médecins, affirme dans un entretien paraissant aujourd'hui dans La Croix que les bulletins de santé du président Jacques Chirac n'émanent pas de ses médecins, mais sont rédigés par ses conseillers. « Pour moi, ces communiqués n'émanent pas des médecins qui soignent le chef de l'État », déclare-t-il dans l'entretien. « Ces communiqués, présentés comme médicaux, sont en fait des textes mis au point par le patient, ses proches, ses conseillers[9] ».
- France, météo : de fortes pluies se sont abattues hier en fin de journée, puis dans la nuit sur le Gard et l'Hérault. Les secours ne déplorent aucun blessé. Malgré l'accalmie des précipitations dans la nuit de mardi à mercredi, Météo-France prévoit une reprise de l'activité pluvio-orageuse mais a ramené l'alerte au niveau « orange » (niveau 3 sur 4) dans les départements du Gard et de l'Hérault. L'Aude et la Corse restent en alerte de « niveau orange ». Ces alertes sont valables jusqu'à demain midi.
- Qatar, Télévision : Après s’être doté d’une chaîne sportive et de « Al-Jazira Live » (retransmission de conférence sans commentaire), la chaîne d’information qatari de langue arabe  Al Jazeera devrait lancer le 9 septembre prochain à Doha une chaîne pour enfant. « La chaîne pour enfants est destinée aux générations arabes montantes et sera fondée sur le principes chers à Al-Jazira, à savoir l’esprit de dialogue, la diversité d’opinions et les droits de l’homme » a déclaré à l’AFP le directeur d’Al-Jazira, Waddah Khanfar. (Source :  AFP)
- Égypte, politique : première élection présidentielle multipartite. La présence d'ONG locales est finalement acceptée deux heures avant l'ouverture des scrutins. Les votes s'achèvent à 22 heures UTC (source :  AFP)
- Allemagne : le frère aîné du pape Benoît XVI, Georg Ratzinger, 81 ans, a été à nouveau hospitalisé à Ratisbonne en Bavière dans le sud du pays, où il réside. Les médecins ont indiqué qu'il souffrait d'arythmie cardiaque, qui cependant ne menace pas sa vie. Un infarctus est exclu. Dans quelques jours, il pourra sûrement quitter l'hôpital.
- Venezuela : Le pays signe, avec douze pays du Caricom, l'accord Petrocaribe offrant des conditions d´achat préférentielles aux signataires pour leurs achats de pétrole.

### Jeudi8 septembre 2005
- France : les cinq principales organisations syndicales ont confirmé l'organisation d'une manifestation commune pour le mardi 4 octobre. L'appel a été rejoint par la FSU, SUD et l'UNSA pour défendre le pouvoir d'achat, par une hausse des salaires, et l'emploi en protestant notamment contre la précarité renforcée par le contrat nouvelle embauche[10].
- Ukraine : le président ukrainien Viktor Iouchtchenko a limogé la totalité de son gouvernement, justifiant son geste par le manque d'esprit d'équipe de son cabinet et de ses collaborateurs. Ce limogeage massif survient alors que ce gouvernement qui n'avait que sept mois se trouvait pris dans une crise grandissante sur fond d'accusation de corruption. Iouchtchenko a désigné Iouriï Iekhanourov en tant que premier ministre par intérim. Il a toutefois demandé à la populaire Ioulia Tymochenko, chef du gouvernement sortant, et à Petro Porochenko, à la tête du Conseil de sécurité et de défense, de rester au sein de la nouvelle équipe.
- Birmanie : la junte militaire au pouvoir à Rangoun est mise en cause dans un rapport d'Amnesty International, pour non-respect des Droits de l'homme. Pour assurer la subsistance de l'armée, des dizaines de milliers de paysans issus d'ethnies minoritaires sont forcés à travailler ; d'autres réussissent à s'échapper vers la Thaïlande voisine, et témoignent. (Source : AFP sur LeMonde.fr)
- Russie : l'ancien président russe Boris Ieltsine, qui s'est brisé le fémur mercredi après une chute lors d'un séjour dans une villa de Porto Rotondo en Sardaigne, a été opéré jeudi dans un hôpital de Moscou. Selon le médecin-chef de l'hôpital, l'opération s'est bien déroulée. Âgé de 74 ans, Boris Ieltsine, premier président élu après l'effondrement de l'URSS en 1991, est resté discret depuis sa démission le 31 décembre 1999.
- États-Unis : après Katrina, de forts vents et des pluies violentes ont touché mercredi les côtes de Floride qui se préparent au passage de la tempête tropicale Ophelia, provoquant l'évacuation des touristes vers l'intérieur des terres. Toujours en pleine mer, la dépression tropicale Ophelia s'est renforcée en tempête tropicale tôt mercredi et pourrait menacer le centre et le nord de la Floride dans les prochains jours. Les météorologues surveillaient également de près les ouragans Nate et Maria, également dans l'Atlantique. Nate menaçait les Bermudes et Maria était toujours en pleine mer mais les deux tempêtes devraient épargner les États-Unis.
- Autorité palestinienne : le président de l'Autorité palestinienne Mahmoud Abbas a annulé hier sa visite à l'Assemblée générale des Nations unies, ce mois-ci, au cours de laquelle il devait rencontrer le premier ministre israélien Ariel Sharon. Il a décidé de ne pas se rendre à New York en raison du retrait israélien des implantations de Gaza et de la situation en matière de sécurité. Par ailleurs, Manhal Arafat, le fils du cousin de Yasser Arafat qui a été assassiné mercredi matin a été libéré par ses ravisseurs, a-t-on appris de sources officielles palestiniennes. Après sa libération, il a rencontré le président Mahmoud Abbas avec qui il s'est entretenu. Avant de rentrer chez lui.
- France : un séisme de magnitude 4,5 sur échelle de Richter a eu lieu à 13 h 27 aux environs de Chamonix en Haute-Savoie. Une femme a été blessée par un éboulement.
- France : les fortes précipitations annoncées par Météo-France ont été au rendez-vous. Pour ce jeudi, une bonne partie du Sud-Est (le Var, l'Hérault, le Gard, le Vaucluse, les Bouches-du-Rhône, les Alpes-Maritimes et la Corse) avait été placé en vigilance « orange », avertissement qui restera valable ce vendredi. Le Gard et l'Hérault ont été d'ores et déjà particulièrement touchés : jeudi dans l'après-midi, un correspondant de LCI sur place faisait état de 20 à 40 cm d'eau dans les rues de Nîmes. Inondation également dans les rues de la ville de Milhaud. Plusieurs villages seraient isolés. Dans les communes de Vauvert et Aubord, deux campings ont été évacués. L'épisode orageux qui frappe le Gard serait plus fort que lors des précipitations du début de la semaine. Dans l'Hérault, près de 160 mm d'eau sont tombés en moins de deux heures sur Montpellier. Triste coïncidence, Montpellier, Vauvert et Aubord, communes frappées par ces nouvelles intempéries, ont demandé aujourd'hui leur classement en zone de catastrophe naturelle. La plupart des écoles des zones touchées ont été fermées et les élèves ont reçu pour consignes de rentrer chez eux, ou ont été pris en charge par des structures d'urgence. Le trafic ferroviaire et routier s'est trouvé fortement perturbé : dans l'après-midi, vers 16 heures, la circulation des trains a été bloquée entre Nîmes et Lunel (Hérault) en raison des fortes pluies qui ont recouvert les voies à la hauteur de Gallargues-le-Montueux (Gard). Les autoroutes A8, A9 et A54 ont été fermées.

### Vendredi9 septembre 2005
- Mozambique : le PAM prévient qu'environ 430 000 personnes sont menacées par la faim, à moins d'une aide alimentaire de la communauté internationale estimé à 19 millions de dollars.
- Papouasie-Nouvelle-Guinée : un important séisme d'une magnitude de 7,3 sur l'échelle de Richter a été enregistré à 7 h 26 UTC, à 96 kilomètres en sous-sol dans la région de New Ireland à 870 kilomètres au nord-est de la capitale. On ignore encore s'il y a des victimes et les autorités ont déclaré qu'il n'y avait pas de risque de tsunami.
- France : le président de la République Jacques Chirac est sorti de l'hôpital du Val de Grâce à 12 h 30. Visiblement en bonne forme, il a déclaré auprès des nombreux journalistes présents « qu'il était particulièrement heureux de rentrer chez lui ». Il a ajouté que ses médecins lui conseillent de rester raisonnable sur ses activités de la semaine à venir. L'hôpital a fait savoir en début d'après-midi qu'il ne pourrait pas prendre l'avion pendant les six prochaines semaines. Son voyage à New York, au siège de l'ONU, prévu du 13 au 15 septembre, devrait donc être annulé.
- États-Unis : située à une centaine de kilomètres des côtes de la Floride, la tempête tropicale Ophelia s'est renforcée hier soir en ouragan, avec des vents soufflant à environ 120 km/h. Les prévisions du Centre national des ouragans (NHC) restent cependant indécises sur la direction que va prendre Ophelia. Ophelia devrait s'éloigner des terres dans les prochaines heures, prenant une direction nord ou nord-est. L'ouragan de catégorie 1 pourrait cependant menacer la Floride ou la Géorgie en début de semaine prochaine.
- Égypte : le président sortant Hosni Moubarak a été réélu pour un cinquième mandat avec de 88,57 % des voix selon des résultats partiels publiés la presse gouvernementale. La participation au scrutin a cependant été faible, 23 % et les ONG ont noté des irrégularités lors du déroulement des votes. Le candidat de l'opposition, Ayman Nour, du parti Al-Ghad, a pour sa part remporté 7,3 % des voix. L'autre adversaire du président sortant, Noamane Gomaa, du Néo-Wafd, a recueilli 2,8 %. Sept autres candidats étaient en lice.
- Pays-Bas : le pays relève le niveau d'alerte terroriste dans les trains.
- France : Jacques Chirac a appelé Kofi Annan pour l'informer personnellement qu'il ne pourrait se rendre la semaine prochaine à New York pour le sommet mondial des Nations unies et que la délégation française sera conduite par le premier ministre Dominique de Villepin.
- France : mort de l'acteur français André Pousse. André Pousse est mort tôt ce matin à son domicile de La Garde-Freinet dans le Var, des suites d'un accident de voiture survenu la semaine dernière. Il avait 85 ans.
- Espagne : une collision dans le métro de Valence a fait vendredi 35 blessés dont quatre graves. La collision, survenue vers 10 h 15 (8 h 15 UTC), a provoqué le déraillement de trois rames, dans la banlieue de Valence, sur un tronçon aérien du métro. Une enquête est en cours pour déterminer ses circonstances exactes.
- Allemagne : le frère aîné du pape Benoît XVI, Georg Ratzinger, est sorti de l'hôpital de Ratisbonne dans le sud du pays, où il avait été admis mercredi pour une arythmie cardiaque. Âgé de 81 ans, il n'avait pas été placé dans une unité de soins intensifs car son état n'inspirait pas d'inquiétude.
- Ukraine : Ioulia Tymochenko rejoint « l'opposition ». L'ancienne premier ministre ukrainienne a vivement dénoncé la décision du président Viktor Iouchtchenko de limoger son gouvernement. Le chef de l'État a limogé jeudi la totalité de son gouvernement, justifiant son geste par le manque d'esprit d'équipe de son cabinet et de ses collaborateurs. Le gouvernement, qui n'avait que sept mois d'existence, se trouvait pris dans une crise grandissante sur fond d'accusation de corruption. Cette décision constitue un sérieux revers pour le président. Pour de nombreux ukrainiens, c'est Ioulia Tymochenko, avec ses discours fougueux et son style élégant, qui symbolise le mieux les idéaux de la « révolution orange ».
- France, intempéries : un mort trouvé dans une rivière de l'Hérault. Le corps d'un habitant d'Octon, près de Lodève, porté disparu depuis mardi, jour des premières fortes pluies, a été retrouvé dans le lit d'une rivière par des plongeurs.
- France : le président Jacques Chirac s'est entretenu en fin d'après-midi avec son homologue égyptien Hosni Moubarak pour l'informer du report de sa visite prévue les 28 et 29 septembre.
- États-Unis : la gestion du dossier Katrina a été retirée à Michael Brown, le directeur de la FEMA (Federal Emergency Management Agency), l'agence chargée de superviser les situations d'urgence aux États-Unis. Le directeur de la FEMA sera remplacé par son numéro deux, le vice-amiral Thad W. Allen. Ce dernier supervisait les opérations de secours à La Nouvelle-Orléans. Cette décision devrait être annoncée officiellement par le secrétaire à la Sécurité intérieure, Michael Chertoff. Moins d'une heure avant qu'il ne soit déchargé de ses responsabilités, le porte-parole de la Maison-Blanche Scott McClellan avait affirmé qu'une démission de Brown n'était pas à l'ordre du jour.

### Samedi10 septembre 2005
- République démocratique du Congo : un Antonov 26 de la compagnie privé Air Kasaï s'est écrasé à 50 kilomètres au nord de Brazzaville faisant treize morts parmi les passagers et l'équipage. Les secouristes ont retrouvé treize corps, dont ceux des quatre membres ukrainiens de l'équipage.
- États-Unis : la tempête tropicale Ophelia a retrouvé la puissance d'un ouragan et pourrait menacer la Floride et le sud de la côte Est américaine. Le Centre a conseillé aux résidents du nord de la Floride et des Carolines du Sud et du Nord d'être attentifs à l'évolution de la tempête dans les prochains jours. Hier à 21 heures UTC, Ophélia avait la puissance d'un ouragan de catégorie 1 avec des vents de près de 120 km/h, et se situait à 280 km à l'est-nord-est de Daytona Beach, en Floride, et à 350 km au sud-sud-est de Charleston, en Caroline du Sud.
- France, Politique : La Fête de l'Humanité, qui s'est ouverte hier à La Courneuve, a connu une affluence record. Le quotidien communiste, en fortes difficultés financières, a néanmoins annoncé des ventes en hausse de 5 %. Le PS Laurent Fabius a été en butte à l'hostilité de quelques individus pour sa première venue à La Courneuve. Marie-George Buffet a dû intervenir à la tribune pour permettre à l'échange de se tenir. À son issue, Laurent Fabius a déclaré « ce n'est pas parce que vous avez trois zozos qui sont là parce qu'ils ne veulent absolument pas que la gauche se rassemble qu'il faut se paniquer[11] ».
- France : mort du syndicaliste Jean-Luc Cazettes, président de la CFE-CGC, des suites d'un cancer à l'âge de 61 ans.
- France : À Paris, plusieurs milliers de personnes ont participé à la 8e techno parade, malgré la pluie[12].
- États-Unis : mort du chanteur et multi-instrumentiste américain Clarence Brown à Orange, la ville texane où il avait grandi. Il était âgé de 81 ans. Clarence Brown résidait à Slidell, une cité proche de La Nouvelle-Orléans, avant de fuir l'arrivée de l'ouragan Katrina et de trouver refuge chez son frère. Cet exode a sans doute été fatal au musicien qui souffrait de graves problèmes de santé, un cancer du poumon et plusieurs alertes cardiaques.

### Dimanche11 septembre 2005
- États-Unis : information sur l'ouragan Ophelia.
- France, politique : le président du Mouvement pour la France (MPF), Philippe de Villiers, a officiellement annoncé, sa candidature à l'élection présidentielle de 2007, lors du discours de clôture de son université d'été à Grasse dans les Alpes-Maritimes.
- France : mort du journaliste et écrivain Christian Charrière à Paris à l'âge de 64 ans[13], des suites d'une maladie.
- Portugal : un accident d'autocar dans le centre du pays a fait au moins un mort et plusieurs blessés.
- Japon : selon des sondages réalisés à la sortie des urnes, c'est une victoire historique pour le Parti libéral-démocrate (PLD) du Premier ministre Jun'ichirō Koizumi, qui a dominé les élections législatives s'assurant facilement la majorité absolue. Parallèlement, le principal parti d'opposition, Le Parti démocrate du Japon (PDJ), est sorti laminé du scrutin. Ce résultat apparaît surtout comme un triomphe personnel pour Jun'ichirō Koizumi, un libéral populiste qui avait fait de ce scrutin un véritable référendum sur sa politique de réformes, en particulier la privatisation des tentaculaires services postaux. Si les résultats officiels confirment ces estimations, ce sera la première fois depuis quinze ans au Japon qu'un parti pourra gouverner sans avoir besoin de passer des alliances avec d'autres formations au Parlement.
- Al-Qaïda : en marge des commémorations du 11 septembre 2001, une vidéo découverte au Pakistan montre un individu masqué, qui semble être l'islamiste américain Adam Gadahn, menaçant d'actes terroristes les villes de Los Angeles (É.-U.) et de Melbourne (Australie).
- Maroc : mort de l'homme politique marocain Abdallah Ibrahim. Sa mort fait perdre au Maroc l'une des dernières figures historiques du Mouvement national, le courant politique qui a incarné l'indépendance du royaume. Il était âgé de 87 ans.

### Lundi12 septembre 2005
- Colombie : un père en fauteuil roulant et son fils armés de grenades ont détourné un HK 4030 de la compagnie colombienne Aires qui avait décollé ce matin de Florencia, dans le sud du pays, et se rendait à Neiva, avec 20 passagers à bord et 5 membres d'équipage. Ils se sont rendus au bout de cinq heures après avoir libéré tous les passagers et l'équipage. Il avait atterri à 13 h 5 locales (18 h 5 UTC) dans la zone militaire de l'aéroport El Dorado de Bogota. Selon la chaîne de télévision RCN ce seraient deux anciens combattants d'un groupe armé ayant bénéficié de la législation sur les démobilisés. Un parlementaire, Luis Antonio Serrano Morales, un fonctionnaire du Congrès et une responsable de la compagnie Aires se trouvaient parmi les passagers.
- Norvège : victoire de la coalition « Verts-Rouges » (88 sièges) lors des élections législatives devançant la liste conservateur-parti progressiste du premier ministre actuel, Kjell Magne Bondevik (81 sièges). Le président du parti du travail, Jens Stoltenberg, est pressenti pour devenir le nouveau premier ministre chargé de former le nouveau gouvernement.
- Palestine : évacuation totale de la bande de Gaza par l'armée israélienne et prise de possession par des milliers d'habitants de Gaza en liesse des territoires occupés par les colons israéliens depuis 39 ans. Les 27 synagogues que le gouvernement israélien se refusait de raser ont été immédiatement détruites. Israël garde le contrôle du ciel, le contrôle maritime et le contrôle terrestre de Gaza, zone qu'elle enserre du nord au sud en filtrant les passages frontaliers.
- Europe, Hewlett-Packard : après avoir publié une hausse record des bénéfices (+46 % lors du 1er trimestre 2005) le constructeur informatique annonce que le quart des effectifs de l'entreprise américaine seront supprimés en France, soit 1 240 personnes. Les autres pays européens sont aussi visés par cette restructuration puisqu'elle concerne en tout 6 000 emplois.
- États-Unis d'Amérique : le géant américain de la vente aux enchères en ligne eBay annonce avoir acheté la société Skype S.A pour un montant de 4,1 milliards d'euros.
- Chine : ouverture de Hong Kong Disneyland un partenariat entre Disney et le gouvernement hongkongais. C'est la première tentative de Disney de conquérir les marchés de la Chine et du sud-est asiatique.
- France : mort du journaliste, dessinateur et scénariste de bande dessinée, Raymond Maric à l'âge de 78 ans.

### Mardi13 septembre 2005
- Allemagne : la police allemande a arrêté un homme qui menaçait de faire sauter la tour olympique de Munich. Plus de 160 personnes avaient été évacuées de la tour, d'une piscine voisine et d'une station de métro après que l'homme eut menacé de faire sauter le bâtiment depuis le restaurant proche du sommet de la tour. Les policiers ont d'abord négocié avec le suspect avant de parvenir à le maîtriser. On ignore dans l'immédiat si des explosifs ont été découverts après son arrestation. La tour de 290 mètres de haut fait partie du complexe construit pour accueillir les Jeux olympiques de Munich en 1972.
- Royaume-Uni : dans une interview au Guardian, le ministre britannique de la Défense, John Reid, affirme que la Grande-Bretagne fait l'objet d'une menace nucléaire à long terme.
- Royaume-Uni : deux personnes ont été tuées dans la soirée lors d'une fusillade dans le grand magasin Harvey Nichols de Londres. La police londonienne a précisé que des tirs avaient été entendus dans ce magasin situé dans le quartier huppé de Knightsbridge vers 19 h 45 heures locales (18 h 45 UTC). Un homme et une femme, âgés d'une trentaine d'années ont été tués et les forces de l'ordre tentaient de les identifier. On ne dispose pas de plus amples détails dans l'immédiat.

### Mercredi14 septembre 2005
- France, politique : quatre députés vont se disputer l'investiture de l'UMP pour tenter de battre le socialiste Bertrand Delanoë de la mairie de Paris en 2008, et seront départagés par le vote des militants du parti les 25 février et 4 mars 2006. Les candidats sont : le président du groupe UMP au conseil de Paris, Claude Goasguen, le président de l'assemblée parlementaire de l'OTAN, Pierre Lellouche, la maire du 17e arrondissement de Paris, Françoise de Panafieu et le maire du Ve arrondissement de Paris, Jean Tiberi.
- France, politique : l'ancien ministre socialiste Claude Allègre a estimé sur RTL que si la gauche veut gagner les élections de 2007, elle devra faire appel à Lionel Jospin.
- Chine : un camion transportant 18 tonnes de produits chimiques a explosé dans une ville du xian de Mile, dans la province du Yunnan dans sud-ouest du pays, tuant 11 personnes et en blessant 43 autres. Selon les premiers éléments de l'enquête, le chauffeur du camion a garé le véhicule près de chez lui lundi au lieu de livrer le chargement dans un entrepôt chimique comme prévu.
- France : 300 personnes ont été évacuées de l'hôtel Lutetia à Paris à la suite d'une alerte à la bombe.
- Italie : un carabinier a été tué et un autre blessé dans l'explosion d'un commissariat des carabinieri (police militaire italienne), à Latina, à environ 70 km au sud de Rome. L'origine de l'explosion qui s'est produite à l'heure du déjeuner n'est pas connue dans l'immédiat mais selon l'agence de presse italienne ANSA, les enquêteurs soupçonnent un possible colis piégé.
- France : l'écrivain d'origine russe, Vladimir Volkoff s'est éteint cette nuit dans sa maison du Périgord. Il avait 72 ans.
- Irak : au moins 169 personnes ont péri et 542 ont été blessés dans dix attentats suicides revendiqués par Al-Qaïda, qui les a présentés comme sa riposte à l'opération anti-rebelles de Tall Afar, dans le nord-ouest du pays. Cette série d'attaques, est la pire depuis la vague d'attentats dirigée contre les chiites le 2 mars 2004 à Kerbala et à Bagdad, faisant au moins 181 morts et 573 blessés.
- France : la cour d'appel de Douai a rejeté la demande de libération l'ancienne membre d'Action directe, Nathalie Ménigon. Le maintien en détention de Jean-Marc Rouillan a été requis.
- Chili : la cour suprême a levé l'immunité d'Augusto Pinochet dans le cadre du dossier de l'Opération Colombo, ouvrant la voie à un procès de l'ancien dictateur chilien dans cette affaire concernant l'assassinat de 119 opposants en 1975.
- OTAN : le premier ministre français Dominique de Villepin a appelé l'Iran à se conformer à ses engagements de non-prolifération nucléaire sous peine de saisir le Conseil de sécurité.

### Jeudi15 septembre 2005
- Aviation civile : deux des dix principales compagnies aériennes au monde, Delta Air Lines et Northwest Airlines, ont déposé leur bilan et se sont placées sous la protection de la loi américaine sur les faillites. Ces deux sociétés américaines, opérant essentiellement sur leur marché local, ont indiqué qu'à la suite de la hausse du prix du pétrole, elles ont accumulé des dettes insurmontables et ne pas avoir su répercuter cette hausse sur le prix des billets d'avion.
- Serbie : un mandat d'arrêt a été délivré à l'encontre de l'épouse en exil de l'ancien président yougoslave Slobodan Milošević, Mirjana Marković, qui ne s'est pas présentée à son procès pour corruption. Le juge a immédiatement ordonné son arrestation. Mirjana Marković a souvent été accusée de détenir un pouvoir en coulisse lors du règne autocratique de son époux dans les années 1990. Elle a quitté le pays avant d'être accusée d'avoir illégalement donné de luxueux appartements à la nourrice de son petit-fils et à des responsables du parti communiste (JUL). Elle est également recherchée pour être interrogée dans le cadre de l'enquête sur l'assassinat en 2000 de l'ancien président Ivan Stambolic.
- États-Unis : le gouverneur de Californie Arnold Schwarzenegger a laissé entendre qu'il solliciterait un nouveau mandat en 2006, déclarant que sa mission n'était pas remplie et qu'il ferait une annonce sur ses projets vendredi. Il insinue depuis des semaines qu'une annonce sur une éventuelle candidature pour sa réélection était imminente. Selon ses conseillers, sa décision sera communiquée officiellement vendredi, à l'occasion de la convention républicaine de Californie.
- États-Unis : mort du cinéaste Robert Wise, d'une insuffisance cardiaque à l'hôpital de l'Université de Californie à Los Angeles, quatre jours après son 91e anniversaire.
- Mexique : un incendie a ravagé le marché de feux d'artifice de Tultepec, le plus connu du pays, déclenchant une série d'explosions qui ont détruit des centaines de stands. D'après plusieurs témoins, un client aurait allumé et jeté un feu d'artifice dans le marché San Pablito vers 13 h 45 locales (18 h 45 UTC), déclenchant accidentellement des explosions en chaîne. Cette explosion, qui a fait au moins 100 blessés dont 3 grièvement, est intervenue quelques heures avant l'une des principales occasions au cours desquelles des feux d'artifice sont tirés, la fête du jour de l'Indépendance, à minuit, marquée par des feux d'artifice aux quatre coins du pays.
- ONU : À l'assemblée générale, la majeure partie des chefs d'État appellent à la lutte contre la pauvreté[14].
- Martinique : mort de l'ancienne premier ministre de l'île de la Dominique, Eugenia Charles, parfois surnommée « la Dame de fer de la Caraïbe », est décédée à Saint-Pierre à l'âge de 86 ans.

### Vendredi16 septembre 2005
- Liban : une bombe de forte puissance a explosé à Beyrouth, peu avant minuit. La bombe estimée à une dizaine de kilos a fait un mort et 22 blessés. L'explosion a eu lieu près d'une banque dans le quartier chrétien d'Achrafieh.
- France, économie : le groupe pétrolier Total a annoncé qu'il triplerait ses investissements dans le raffinage sur la période 2006-2010 comparée à 200?-2005, pour produire 4 millions de tonnes de gazole supplémentaires. Le même jour, la justice a déclaré recevable le plainte de victimes de l'explosion d'AZF qui accusaient le groupe d'entrave à l'enquête[15].
- France, politique : deux courants opposants à la majorité de François Hollande, Alternative socialiste et Nouveau Parti socialiste ont annoncé déposer une motion commune au Congrès du Mans du Parti socialiste[16].
- France, environnement : le ministre français délégué à l'industrie, François Loos, a autorisé la construction du premier parc de 21 éoliennes en mer de 105 mégawatts. La construction sera finie en 2007 dans la Manche, à environ 7 km au large de Veulettes-sur-Mer (Seine-Maritime), sur la Côte d'Albâtre[17].
- France : le premier ministre français Dominique de Villepin a annoncé la mise en place d'un « service bancaire universel » pour permettre à « toutes les personnes démunies » d'avoir un compte en banque lors de l'installation du conseil national de lutte contre l'exclusion[18].
- États-Unis : le gouverneur de Californie Arnold Schwarzenegger se présentera l'année prochaine pour tenter d'être réélu en novembre 2006, a annoncé son porte-parole de campagne Todd Harris. Cette annonce coïncide avec l'ouverture de la Convention du parti républicain de Californie à Anaheim, où il doit prendre la parole samedi. Côté démocrate, le trésorier de l'État Phil Angelides et le contrôleur Steve Westly ont fait savoir qu'ils entraient en course pour la nomination du parti. On mentionnait également l'éventualité de deux candidatures hollywoodiennes, le réalisateur Rob Reiner et l'acteur Warren Beatty.
- France : la compagnie aérienne Cameroon Airlines a été ajoutée à la liste noire des compagnies interdites en France.
- Politique : le sommet de l'ONU s'est conclu sans grande avancée, sinon un accord de principe pour créer un conseil des Droits de l'homme pour remplacer la commission actuelle chargée de cette question qui a perdu sa crédibilité. Le débat sur le terrorisme et le programme nucléaire iranien ont éclipsé les projets de réforme de l'institution et le débat sur la pauvreté dans le monde[19].
- Maroc : trois Françaises qui effectuaient une randonnée dans le massif du Haut-Atlas dans le Sud du pays ont trouvé la mort dans une tempête de neige, alors qu'un couple de Français, porté disparu, a été retrouvé sain et sauf. Les victimes, toutes trois jeunes retraitées et habitant la région lyonnaise, appartenaient à un groupe de 14 personnes parties de Marrakech pour effectuer l'ascension du mont N'Koub qui culmine à 4 068 mètres. Le groupe a été pris dans une tempête de neige à 300 mètres du sommet. Les trois victimes sont probablement mortes d'hypothermie. Les onze rescapés, parmi lesquels deux guides marocains et deux guides français, ont été secourus par deux hélicoptères de la gendarmerie. Quatre d'entre eux ont été redescendus dans la vallée. Les trois victimes (Marie-Thérèse Galichon, Maryvonne Lebihan, Anne-Marie Ludier) étaient âgées d'une soixantaine d'années.
- États-Unis : mort de Gordon Gould, un des pères de la technologie du laser qui a inventé le nom de laser et a remporté une longue bataille juridique pour s'en voir reconnaître la paternité. Il est mort à l'âge de 85 ans d'une infection.
- France : mort du réalisateur français Jean-Claude Guiguet, d’un cancer à Aubenas en Ardèche. Il avait 56 ans.
- États-Unis : mort de l'actrice américaine, Constance Moore, vedette de films à Hollywood dans les années 1930 et 1940. Elle est morte d’une défaillance cardiaque dans sa maison de Los Angeles après une longue maladie. Elle avait 84 ans.

### Samedi17 septembre 2005
- France : 120 délégués des collectifs de défense et de développement des services publics réunis à Angoulême pour « lutter contre la liquidation des services publics » et ont fondé « Convergences pour défendre et développer les services publics » (CPDDSP). Cette réunion fait suite à la manifestation de Guéret en juin; une manifestation nationale aura lieu à Paris le 19 novembre à Paris.
- Afghanistan : un soldat français est mort et un autre blessé après que leur véhicule a roulé sur une mine dans le sud du pays. Ils participaient à une patrouille visant à sécuriser le terrain pour les élections législatives du lendemain, le 18 septembre 2005.
- France, présidentielle de 2007 : l'enjeu donne lieu à l'une des premières batailles. Les parrainages de Jean-Marie Le Pen. Le député UMP des Hauts-de-Seine Manuel Aeschlimann, proche de Nicolas Sarkozy, a laissé entendre que certains des maires qui avaient accordé leur signature à Jean-Marie Le Pen en 2002 pourraient plutôt les donner à Philippe de Villiers ou Nicolas Sarkozy parce qu'ils incarneraient mieux l'ordre.
- Nouvelle-Zélande : la travailliste Helen Clark, premier ministre depuis 1999, est en tête à l'issue des élections législatives de samedi, sans pouvoir cependant obtenir la majorité au Parlement. Après dépouillement de 99 % des bulletins de vote, le Parti travailliste recueillait 41 % des voix contre 40 % pour le Parti national de Don Brash, selon les chiffres du Bureau électoral, prédisant 50 sièges pour les Travaillistes et 49 à leurs adversaires. Don Brash a refusé de concéder la défaite, promettant de mettre sur pied un gouvernement dirigé par son parti. Les deux principales formations, à l'issue du scrutin de samedi, vont donc entamer d'âpres négociations avec des partis moins importants pour constituer une coalition au Parlement qui compte 120 sièges.
- Allemagne : à la veille des élections fédérales allemandes de 2005, le chancelier Gerhard Schröder et sa rivale Angela Merkel poursuivent leur meeting. Un sondage donne une légère avance à la candidate conservatrice, mais l'hypothèse selon laquelle elle serait contrainte de former une alliance gouvernementale avec le SPD de Schröder se conforte.
- États-Unis : un train de banlieue a déraillé dans le sud de Chicago (Illinois), tuant au moins deux personnes et faisant plus de 80 blessés, dont 17 graves. Une jeune femme de 22 ans est morte dans le train, et une autre âgée de 30 ans est morte après son transfert à l'hôpital. Le train à deux étages transportait 185 passagers et quatre membres d'équipage lorsqu'il a déraillé à proximité de maisons et d'immeubles, à 8 kilomètres du centre-ville. Les causes de l'accident ne sont pas connues dans l'immédiat.
- France : mort de l'écrivain français Jacques Lacarrière, dans un hôpital parisien des complications d'une opération qu'il avait subie au genou en début de semaine. Il avait 79 ans. Il a par ailleurs souhaité que ses cendres soient dispersées en Grèce, ce pays qu'il affectionnait tant. Cet humaniste plein d'humour était marié à la comédienne d'origine égyptienne Sylvia Lipa.

### Dimanche18 septembre 2005
- Allemagne, politique : d'après les premiers résultats officiels des élections fédérales allemandes de 2005 portant sur 80 % des districts, la CDU-CSU d'Angela Merkel a obtenu 36,5 % devant le SPD de Gerhard Schroder à 34 %. Les deux protagonistes doivent entreprendre des discussions avec les autres partis pour former une coalition majoritaire.
- France, politique : l'ancien premier ministre Jean-Pierre Raffarin a retrouvé son siège de sénateur de la Vienne avec 56 % des voix au premier tour. François Fillon est élu dans la Sarthe, mais Serge Lepeltier a été battu dans le Cher par un dissident UMP[20].
- Sport : mort de Michael Park, copilote de l'Estonien Markko Märtin sur Peugeot 307 WRC, dans un accident survenu dans la 15e spéciale du rallye de Grande-Bretagne, 12e des 16 épreuves du championnat du monde. Âgé de 39 ans, marié et père de deux enfants, ce britannique a été mortellement blessé lorsque la voiture est sortie de la route et a heurté un arbre. Le leader du Mondial, Sébastien Loeb sur Citroën Xsara a écopé volontairement d'une pénalité pour ne pas être sacré champion du monde dans ces conditions, dans une fin de course confuse[21].
- Afghanistan, politique : pour la première fois depuis 1969, les Afghans sont appelés aux urnes pour élire la Wolesi Jirga (chambre des députés) de 249 sièges et les 34 conseils provinciaux (420 sièges). Huit personnes ont trouvé la mort, dont un soldat français[22]..
- États-Unis : les prévisionnistes américains ont lancé une alerte à l'ouragan sur les îles du sud de la Floride en raison d'une dépression tropicale qui pourrait se renforcer. La dépression, née samedi à l'est des Îles Turks-et-Caïcos, au sud-ouest des Bahamas, a le potentiel pour devenir d'ici lundi soir un cyclone tropical avec des vents soufflant à 120 km/h en continu. Elle sera baptisée Rita. Il est encore trop tôt pour dire exactement où elle frappera, notant que la dépression a le potentiel pour atteindre le golfe du Mexique. Si tel est le cas, il faudra vraiment faire attention. Le Centre national de surveillance des ouragans (NHC) a demandé aux habitants du sud de la Floride du centre et de l'ouest de Cuba de s'informer sur l'évolution de la situation météo.
- France, politique : Jean-Michel Baylet, président du Parti radical de gauche, a appelé la gauche à s'accorder sur la désignation d'un candidat commun au premier tour de la présidentielle de 2007, « faute de quoi le PRG présentera son propre candidat pour ne pas être entraîné dans une nouvelle défaite programmée. » Je demande formellement aux écologistes, au mouvement citoyen, à tous les groupes associatifs ou informels concernés, à toutes les personnalités de gauche intéressées, mais avant tout au PS de se prononcer sur une procédure aboutissant à une grande convention nationale de toutes les forces de progrès composée de façon équitable et qui désignerait le ou la candidate chargé(e) de faire gagner le projet commun, a-t-il affirmé, lors du discours de clôture de l'université d'été de son parti.
- France, Politique : Jack Lang a protesté, à l'unisson de nombreuses associations de défense des Droits de l'homme, contre la volonté du ministre François Baroin de réformer le code de la nationalité en supprimant le droit du sol outre-mer[23].
- Australie : une personne est morte et trois autres ont été fortement intoxiquées après avoir inhalé du protoxyde d'azote, plus connu sous le nom de « gaz hilarant », dans une voiture dans l'ouest de Sydney. La police australienne a précisé que quatre personnes avaient été retrouvées inconscientes tôt ce matin dans un véhicule devant une maison de Toongabbie dans la banlieue ouest de Sydney. Un homme âgé de 38 ans est mort, une femme de 23 ans était dans un état grave tandis que deux autres hommes sont dans un état stable. Une bonbonne de gaz retrouvée dans la voiture a été envoyée au laboratoire pour examen.

### Lundi19 septembre 2005
- Indonésie : Des islamistes ont forcé la fermeture d'une église chrétienne en cours de construction à Jakarta, a annoncé la police indonésienne. Ce n'est que la dernière manifestation d'un mouvement antichrétien qui s'étend dans l'archipel.
- France : Naissance d'une légende à Vernon.
- Corée du Nord : le gouvernement nord-coréen a donné son accord lors du sommet de Pékin pour abandonner leur programme de recherche sur les armes nucléaires et de respecter à nouveau les engagements du traité de non-prolifération nucléaire. Cet accord résulte de deux ans de négociations avec les États-Unis d'Amérique, la Chine, la Corée du Sud, le Japon et la Russie.
- Aviation : le vol Onur Air en direction de Paris a été détourné à la suite d'un problème technique sur Istanbul. De nombreux passagers, pris par la peur et à la suite des nombreux incidents qui ont touché cette compagnie charter durant l'été, ont refusé de monter à bord après des réparations effectuées en moins d'une heure.
- États-Unis : Fernando Ferrer, qui a passé avec succès l'épreuve de la primaire démocrate, sera l'adversaire du républicain sortant Michael Bloomberg à l'élection du maire de New York, le 8 novembre prochain. Pour une majorité de new-yorkais, la réélection de Michael Bloomberg ne fait aucun doute. Le milliardaire républicain, qui était dans le camp adverse jusqu'à son entrée en politique en 2001, jouit d'une grande popularité.
- Allemagne : jugé responsable par certains du résultat décevant des conservateurs allemands lors des élections de dimanche, Paul Kirchhof, qui était présenté comme le futur ministre des Finances de la candidate chrétienne-démocrate Angela Merkel, va retourner à sa carrière universitaire.
- États-Unis : les autorités ont ordonné l'évacuation de 40 000 habitants qui vivent en dessous de Marathon jusqu'à Key West dans le Sud de la Floride, à l'approche de la tempête tropicale Rita. Les conditions météorologiques devraient se dégrader à l'approche des premières pluies de la tempête tropicale. À 12 h 00 UTC, Rita se trouvait à environ 380 km au sud-est de Nassau, aux Bahamas, et environ 740 km à l'est/sud-est de Key West. Elle se dirigeait vers l'ouest à la vitesse de 14,5 km/h. Rita pourrait devenir un ouragan de catégorie 1 lorsqu'elle atteindra les Keys dans les prochaines 36 heures. Un bulletin de surveillance a été émis pour les comtés de Miami-Dade et Broward et le gouverneur de Floride Jeb Bush a décrété l'état d'urgence.
- États-Unis : Michael Schiavo, l'époux de Terri Schiavo a annoncé qu'il écrivait un livre pour raconter sa version de la longue bataille juridique autour de l'euthanasie qui a défrayé la chronique dans tout le pays. Le livre de 280 pages, intitulé Terri: the Truth (Terri : la vérité) devrait être publié peu avant le premier anniversaire de sa mort. La maison d'éditions Dutton Publishing a confirmé qu'il sortirait en librairie en mars 2006.

### Mardi20 septembre 2005
- Économie : Siemens annonce la suppression de 7 000 emplois dans son secteur ISS, regroupant ses activités de services à l'industrie. Pour rappel, Siemens a déjà supprimé 6 500 emplois dans sa division ICN (équipements pour la téléphonie fixe), et 3 000 dans sa division de composants électroniques pour l’industrie automobile.
- Autriche : mort de Simon Wiesenthal, survivant de l'Holocauste et qui avait consacré toute sa vie à la chasse aux nazis et à la lutte contre l'antisémitisme. Il est mort dans son sommeil dans la nuit de lundi à mardi à son domicile de Vienne. Il avait 96 ans.
- Ukraine : le Parlement ukrainien a rejeté la nomination du chef du gouvernement par intérim Iouriï Iekhanourov au poste de premier ministre. Ce dernier a recueilli 223 voix, trois de moins que le minimum requis pour être nommé. C'est un revers majeur pour le président Viktor Iouchtchenko qui l'avait désigné pour remplacer son alliée de la Révolution orange, Ioulia Tymochenko qu'il a limogée le 8 septembre dernier.
- États-Unis : la tempête tropicale Rita s'est renforcée pour devenir un ouragan de catégorie 2 avec des vents soutenus de 160 km/h, qui balayent actuellement[Quand ?] l'archipel des Keys dans le sud de la Floride avec de fortes pluies et des vents violents. Des milliers d'habitants et de touristes ont fui les Keys avant l'arrivée de Rita qui risque d'apporter jusqu'à 38 cm de pluies sur certaines parties de l'archipel. Rita promet de se renforcer encore durant sa traversée du golfe du Mexique avant de toucher terre ce week-end, probablement au Texas même si la Louisiane pourrait se retrouver dans sa trajectoire.
- France, archéologie : les fouilles archéologiques préventives menées sur le site du palais de justice de Toulouse en cours de rénovation ont permis la mise au jour du château médiéval des comtes de Toulouse. Qualifiée d'importance majeure par des scientifiques d'une commission interrégionale, la découverte est comparée à celle de la partie médiévale du Louvre à Paris.
- Allemagne, élections : les partis allemands poursuivent les discussions en vue de former un nouveau gouvernement, l'hypothèse d'une grande coalition entre conservateurs et sociaux-démocrates sans Gerhard Schröder ni Angela Merkel se renforce au détriment des autres scénarios possibles. À en croire le grand quotidien populaire Bild, Gerhard Schröder serait prêt à céder sa place à un dirigeant conservateur, si Angela Merkel, pressentie pour diriger un nouveau gouvernement, en faisait d'abord de même. Aux yeux du quotidien berlinois Taz, la seule solution, c'est que les deux prétendants à la chancellerie finissent par se retirer. Gerhard Schröder aura alors au moins empêché Angela Merkel d'être chancelière et ainsi triomphé une dernière fois.
- France, politique : le président du Front national, Jean-Marie Le Pen, demande que les noms des maires parrainant les candidats à l'élection présidentielle soient confidentiels.
- Soudan : le premier gouvernement d'union nationale entre le sud et le nord du pays a été formé, huit mois après l'accord de paix qui a mis fin à plus de 20 ans de guerre civile.
- Royaume-Uni : le romancier britannique Salman Rushdie appelle la « majorité silencieuse » des musulmans à s'élever contre l'islamisme radical afin d'empêcher que leur culture ne soit prise en otage par des extrémistes.
- Ex-Yougoslavie : selon le procureur du Tribunal pénal international pour l'ex-Yougoslavie (TPIY), Carla Del Ponte, l'Église catholique romaine cacherait le général croate Ante Gotovina, criminel de guerre en fuite. Le pape Benoît XVI aurait ignoré les appels de la justice internationale qui le réclame. Le porte-parole du Vatican a affirmé n'avoir reçu aucune preuve formelle de la part du TIPY permettant d'affirmer que le général Gotovina était hébergé dans un monastère croate.
- États-Unis : la militante pacifiste Cindy Sheehan, symbole de l'opposition à la guerre en Irak, a été légèrement blessée lors d'un rassemblement à New York à la suite de l'intervention de la police. Elle s'adressait à l'assistance à Union Square lorsque la police est intervenue pour disperser la réunion, provoquant une bousculade. Demandant le retour immédiat des GI à la maison, elle s'est lancée ces dernières semaines dans une tournée de 25 États américains, qui doit culminer par une marche anti-guerre à Washington samedi.
- Espace : la NASA a annoncé son programme de conquête de l'espace pour les prochaines années, qui vise à faire se poser quatre astronautes sur la Lune en 2018 et à les faire résider pendant une semaine. 104 milliards de dollars sont prévus pour parvenir à cet objectif en utilisant les acquis de connaissances du programme Apollo et de la navette spatiale.
- Belgique :  Anhée, Didier Hodiamont a eu la vision d'un Piano Géant sortant des eaux fluviales.  Cette vision a donné naissance à un concept dénommé Piano-Plage qui s'articule en quatre axes de développement : le lieu-dit « Piano-Plage », inauguré le 15 décembre 2009[24] Rue de la Libération, à Anhée, un spectacle musical itinérant, une bande dessinée et un parc d'attractions basé sur des instruments de musique géants.

### Mercredi21 septembre 2005
- Bruxelles : Les 25 États membres de l'Union européenne ont entériné une déclaration très ferme à propos de la nécessité pour la Turquie de reconnaître Chypre avant son adhésion.
- États-Unis : Rita s'est renforcée pour devenir un ouragan de catégorie 5 sur l'échelle Saffir-Simpson, qui a balayé l'archipel des Keys dans le sud de la Floride avec de fortes pluies et des vents violents atteignant 185 km/h. Rita accompagné de fortes pluies et vents de 265 km/h suscite l'inquiétude alors qu'elle poursuit sa route vers le golfe du Mexique et les régions déjà dévastées de la Louisiane et du Mississippi. Les météorologues américains craignaient ce renforcement de Rita alors que sa destination la plus probable d'ici le week-end est le Texas, bien que la Louisiane et le nord du Mexique ne soient pas exclus. Au total, un million de personnes ont reçu un ordre d'évacuation dans les régions menacées par l'ouragan d'ici la fin de la semaine. À Galveston, au Texas, des patients se trouvant dans des hôpitaux et des cliniques ont déjà été évacués.
- Japon : Jun'ichirō Koizumi a été réélu au poste de premier ministre par le Parlement japonais, après l'écrasante victoire de la coalition qu'il dirige lors des élections générales anticipées de la semaine dernière. La Chambre basse de la diète forte de 480 membres où la coalition dispose d'une majorité des deux tiers a réélu Koizumi par 340 voix. La Chambre haute l'a ensuite également rapidement réélu. Le cabinet Koizumi avait collectivement démissionné plus tôt dans la journée pour permettre cette réélection. Jun'ichirō Koizumi devrait reconduire tous les membres de son gouvernement.
- Inde : des pluies torrentielles provoquées par la mousson ont causé la mort d'au moins 36 personnes et plus de 35 000 autres ont été évacuées alors que des rivières sont sorties de leur lit dans le sud-ouest du pays. Les zones côtières de l'État d'Andhra Pradesh ont été balayées par des pluies torrentielles déclenchées par un cyclone tropical qui a frappé la région lundi. Les autoroutes principales et les voies ferrées ont été inondées à la suite de la crue mardi de deux rivières importantes à Hyderabad, capitale de l'Andhra Pradesh. Plus de 35 000 habitants de villages proches du niveau de la mer ont été évacués vers des campements de secours installés dans des écoles et des bâtiments publics.
- Bangladesh : au moins 16 pêcheurs sont morts et 3 000 autres sont portés disparus depuis dimanche dans une tempête dans la baie du Bengale. Des vents violents provoqués par une dépression tropicale dans la baie du Bengale ont soulevé dimanche des raz-de-marée sur la côte.
- États-Unis : plusieurs dizaines de stars dont Simon and Garfunkel, Elton John, Bette Midler, Tom Waits, Paul Newman, Lenny Kravitz, Ry Cooder, Buckwheat Zydeco, Cyndi Lauper et même Bill Clinton, se sont retrouvées hier soir au Madison Square Garden à New York autour de figures de la musique de La Nouvelle-Orléans pour deux concerts au profit des victimes de l'ouragan Katrina.
- RDC : un Antonov de la compagnie privée congolaise Panafrican airways s'est abîmé dans une zone montagneuse du Sud-Kivu dans l'est de la RDC à quelque 40 kilomètres à l'ouest de Bukavu. Au moins deux personnes sont mortes. Il assuré la liaison entre Kasese, dans le Maniema (centre-est) et Bukavu, le chef-lieu du Sud-Kivu. Dans l'immédiat, on ne connait pas les circonstances de l'accident.
- Mexique : un hélicoptère transportant 9 personnes, dont le ministre mexicain de la Sécurité publique, s'est écrasé dans les montagnes à l'ouest de Mexico, tuant la totalité des passagers. À bord de l'appareil, se trouvaient le ministre Ramon Martin Huerta, le chef de la police fédérale préventive, cinq autres passagers et deux membres d'équipage. L'hélicoptère se dirigeait vers la prison de La Palma, à 55 km à l'ouest de Mexico, quand il a été perdu de vue dans des nuages épais. Après plusieurs heures de recherche, les secours ont retrouvé la carcasse brûlée de l'appareil dans une zone boisée et montagneuse à l'ouest de la capitale.

### Jeudi22 septembre 2005
- Israël : le pays a démantelé sa dernière base militaire, Dotan, dans le secteur du nord de la Cisjordanie où il a évacué quatre petites colonies, ce qui marque l'achèvement de son plan de retrait.
- Royaume-Uni : un des auteurs présumés des attentats ratés du 21 juillet à Londres, Hamdi Issac, a été arrêté par Scotland Yard après avoir été extradé d'Italie vers la Grande-Bretagne.
- Serbie : le pays accepte d'extrader vers l'Espagne Abdelmadjid Bouchar, l'un des auteurs présumés des attentats à la bombe qui ont fait 191 morts à Madrid en mars 2004.
- Union européenne : la pression s'accroît sur le Royaume-Uni pour qu'il fasse des concessions sur sa « ristourne » budgétaire afin de permettre à l'Union européenne de sortir de la crise actuelle grâce à un accord sur son financement futur. Tony Blair avait en juin dernier refusé le maintien de la ristourne britannique jusqu'en 2013 à son niveau actuel de 5,5 milliards d'euros, alors qu'avec l'élargissement de l'UE ce montant aurait mécaniquement augmenté à 7 milliards par an.
- Ukraine : le président ukrainien Viktor Iouchtchenko est parvenu à obtenir du Parlement qu'il approuve enfin son premier ministre Iouriï Iekhanourov, mettant fin à deux semaines de crise politique au prix d'un compromis avec son rival Viktor Ianoukovytch, l'homme qu'il avait défié lors de la Révolution orange.
- États-Unis : l'ouragan Rita, qui est repassé en catégorie 4, devrait frapper les côtes texanes dans la nuit de vendredi 23 septembre ou samedi matin 24 septembre tôt. 1,3 million de personnes ont déjà été évacuées au Texas et en Louisiane en prévision d'une nouvelle catastrophe. Selon le Centre national des ouragans (NHC) basé à Miami, l'ouragan Rita pourra être potentiellement catastrophique.
- France : à l'issue d'une visite de 16 jours des prisons françaises, Alvaro Gil-Robles, le commissaire aux Droits de l'homme du Conseil de l'Europe, a jugé que le centre de rétention pour étrangers de Paris était le pire qu'il ait jamais vu, le comparant à certaines prisons de Moldavie. Il a également regretté que le ministre de l'Intérieur, Nicolas Sarkozy, ait annulé leur rendez-vous.
- Asie : selon des données collectées en 2000, à peu près 10 000 personnes meurent en raison de facteurs causés par l'évolution du climat chaque année. C'est ce qu'a affirmé à l'Associated Press le docteur Hisashi Ogawa, conseiller environnemental régional de l'OMS, à l'occasion d'une conférence. Selon des recherches préliminaires, les températures en hausse auraient provoqué une augmentation des phénomènes climatiques dans la région, notamment les cyclones tropicaux, les typhons, les sécheresses et les inondations.
- Italie : le ministre italien de l'Économie Domenico Siniscalco a démissionné. Une démission qui porte un coup sévère au président du Conseil Silvio Berlusconi à moins d'un an des élections générales. Selon les médias italiens, Domenico Siniscalco a démissionné après avoir échoué dans sa tentative d'évincer le gouverneur de la Banque d'Italie Antonio Fazio. Selon le quotidien La Repubblica, Siniscalco aurait jugé le gouvernement trop « immobile » dans le traitement du scandale entourant Fazio accusé d'avoir défavorisé une banque néerlandaise dans une affaire de rachat.
- États-Unis : un Airbus A320 de la compagnie américaine JetBlue, dont les roues avant étaient bloquées de travers par rapport au sens de la piste, a atterri sans dommage à l'aéroport international de Los Angeles après avoir effectué des rotations dans la région pendant trois heures pour épuiser son carburant. Le pilote a réussi la manœuvre d'urgence en équilibre sur les roues arrière du train d'atterrissage. En touchant la piste, les roues avant ont fait jaillir des gerbes de flammes avant que les pneus éclatent, laissant la partie métallique frotter le sol pour les derniers mètres. Quelques minutes plus tard, les 140 passagers ont pu descendre normalement avec bagages sur la piste où les attendaient des bus. Aucun blessé n'a été rapporté parmi les passagers ni parmi les six membres d'équipage. Le Bureau national de sécurité des transports a annoncé une enquête sur l'incident. Les pilotes se sont rendu compte que les roues avant de l'avion s'étaient bloquées de travers alors qu'ils essayaient de rentrer le train d'atterrissage peu après le décollage de l'aéroport de Burbank pour New York.
- Brésil : Severino Cavalcanti, le président de la Chambre des Députés du Brésil, accusé d'extorsion de pots-de-vin auprès d'un chef d'entreprise, a annoncé sa démission mercredi tout en réaffirmant son innocence. En agissant ainsi, il a évité une procédure de destitution qui le rendrait automatiquement inéligible pour toute charge publique pendant huit ans.
- Union européenne : réunis à Bruxelles, médecins et vétérinaires venus des 25 pays de l'UE ont appelé les gouvernements européens à se préparer en vue d'une propagation de l'épidémie de la grippe aviaire, de l'Asie vers l'Occident.
- France : Dominique de Villepin a annoncé des nouvelles mesures en faveur de la natalité, notamment en augmentant le montant du congé parental à 750 euros par mois pendant un an pour le 3e enfant.

### Vendredi23 septembre 2005
- Porto Rico : Filiberto Ojeda Ríos, chef du groupe armé favorable d'indépendance de l'ile, en fuite depuis plusieurs années, est tué lors du siège de la maison de Hormigueros où il se cachait par le FBI. Les circonstances de sa mort restent incertaines, le FBI et l'épouse d'Ojeda Rìos qui était présente dans la maison en présentant des versions radicalement différentes. La conduite de l'opération par le FBI a été vivement critiquée par de nombreuses personnalités de l'île.
- Nations unies : la ministre déléguée aux Affaires européennes Catherine Colonna a annoncé aux Nations unies que la France souhaitait que les milices libanaises, dont le Hezbollah, soient désarmées.
- Bande de Gaza : au moins 15 Palestiniens ont été tués et plus de 80 blessés dans l'explosion d'une voiture lors d'une parade militaire du mouvement radical Hamas dans le nord de la bande de Gaza. Le Fatah du leader palestinien Mahmoud Abbas a accusé le mouvement radical Hamas d'être responsable de l'explosion. Vingt des 80 blessés sont dans un état « grave » ou « critique ».
- Vatican : le concurrent le plus dangereux du cardinal Joseph Ratzinger pour devenir le successeur du pape Jean-Paul II aurait été l'Argentin Jorge Mario Bergoglio, et non l'Italien Carlo Maria Martini, selon les secrets de conclave révélés dans la presse italienne par un cardinal anonyme. La plupart des échos du conclave laissaient entendre que le cardinal italien Carlo Maria Martini, 78 ans, avait été le principal concurrent de Ratzinger, et qu'un cardinal du « Tiers-Monde » n'avait jamais été réellement en course. Si Bergoglio, un jésuite, n'a jamais menacé l'avance de Ratzinger et que, selon les extraits du journal, il a dit qu'il ne voulait pas devenir pape, sa deuxième position pourrait signifier que le prochain conclave privilégiera l'élection d'un pape d'Amérique latine, où se trouve la moitié du milliard de catholiques du monde, selon des experts.
- France, politique : l'ancien ministre François Fillon, proche de Nicolas Sarkozy, estime qu'il y a assez peu d'espoir pour le premier ministre Dominique de Villepin d'être un bon candidat à la présidentielle de 2007.
- Israël : les funérailles de Simon Wiesenthal ont été célébrées aujourd'hui en présence de centaines de dignitaires étrangers, de rescapés de l'Holocauste et d'admirateurs.
- Grèce : trois personnes au moins ont été piégées après l'écroulement d'un toit sur le site archéologique d'Akrotiri, sur l'île de Santorin.
- Maroc : le procureur d'El Ayoun, chef-lieu du Sahara occidental, a ordonné une enquête judiciaire sur des photos de prisonniers sahraouis diffusées sur Internet. À El Ayoun, Casablanca et Aït Melloul (sud), une trentaine de prisonniers sahraouis observent depuis le 8 août une grève de la faim.
- France : une semaine après les déclarations du ministre de l'Outre-mer François Baroin sur la réforme du droit du sol dans les DOM-TOM, le maire PS de Mulhouse Jean-Marie Bockel se déclare prêt à ouvrir le débat et se prononce pour « une immigration choisie ».
- Suisse : le pays a refoulé un prédicateur islamiste égyptien qui se rendait au congrès annuel de la Ligue des musulmans de Suisse (LMS). L'imam Wagdy Ghoneim a été expulsé peu après son arrivée à l'aéroport de Genève.
- Turquie : un tribunal d'Istanbul a décidé de retarder l'ouverture d'une conférence sur le sort réservé aux arméniens pendant la Première Guerre mondiale. Le tribunal a suspendu la conférence en réclamant aux deux universités accueillant les débats des informations complémentaires sur le parcours universitaire des différents intervenants et sur le financement de cette manifestation. « Elle a été annulée parce qu'ils ne savaient pas qui allait dire quoi », écrit le quotidien Sabah. La Commission européenne a critiqué la décision de la justice turque, la qualifiant de « provocation ».
- Allemagne : une majorité d'Allemands préférerait voir Angela Merkel diriger le prochain gouvernement plutôt que le chancelier sortant Gerhard Schröder, montre un sondage. Cette étude réalisée par l'Institut Emnid montre que 47 % des Allemands veulent la chef de file des conservateurs pour chancelier, contre 44 % qui souhaitent conserver Gerhard Schröder.
- Royaume-Uni : la veuve de l'un des kamikazes du 7 juillet dans les transports en commun londoniens accuse les prêcheurs des mosquées radicales en Grande-Bretagne d'avoir « empoisonné » l'esprit de son mari. Samantha Lewthwaite, épouse de Germaine Lindsay, affirme que ce dernier s'est fait embrigader par des extrémistes rencontrés fin 2004.
- Irak : le chef spirituel de la communauté chiite, le très influent grand Ayatollah Ali al-Sistani, a appelé à voter en faveur de la Constitution lors du référendum du 15 octobre.
- Corée du Sud : le pays estime à 15 milliards de dollars (12,27 milliards d'euros) le coût de l'assistance énergétique réclamée par la Corée du Nord en échange de l'abandon de ses programmes nucléaires.
- Israël : les forces israéliennes ont abattu trois militants armés du jihad islamique tôt vendredi en Cisjordanie, quelques heures après l'évacuation d'une base militaire israélienne.
- Australie : l'interdiction de la vente du roquefort a été officiellement levée, après deux ans de bataille administrative menée à la suite d'une requête du gouvernement français.
- Canada : le groupe Total envisage de construire une centrale nucléaire au Canada pour extraire du pétrole lourd.
- France : des chercheurs français et des laboratoires européens qui ont étudié l'impact de la sécheresse observée durant l'été 2003 estiment que ce type d'événement pourrait modifier à long terme le fonctionnement des écosystèmes terrestres en Europe, souligne une étude publiée dans la revue Nature.
- Royaume-Uni : Andrew Rowe, 34 ans, britannique converti à l'islam, qui avait été arrêté en 2003 dans le tunnel sous la Manche, a été condamné à 15 ans de prison pour possession de biens susceptibles d'être utilisés pour des activités terroristes.
- Palestine : au moins dix palestiniens ont été tués et plus de 80 autres blessés vendredi dans l'explosion d'une voiture qui participait à une parade militaire du mouvement radical Hamas dans le nord de la bande de Gaza.
- États-Unis : la candidature du juge conservateur John Roberts, présenté à la présidence de la Cour suprême des États-Unis par George W. Bush, a été approuvée par la commission judiciaire du Sénat en dépit de l'opposition de cinq de ses membres. Après cette étape, le juge Roberts devrait obtenir sans difficulté l'aval du Sénat et présider à vie la plus haute instance judiciaire du pays. Trois démocrates se sont joints aux dix républicains de la commission pour avaliser la candidature, alors que cinq démocrates votaient contre.
- France, politique : le ministre des Transports et candidat UMP proclamé à la mairie de Lyon, Dominique Perben, a indiqué qu'il souhaitait faire preuve d'« audace », quitte à être « dérangeant », pour battre le maire PS sortant Gérard Collomb, lors des municipales de 2008.

### Samedi24 septembre 2005
- Iran : le Conseil des gouverneurs de l'Agence internationale de l'énergie atomique (AIEA) a adopté à la majorité (et non par consensus comme à l'accoutumée) une résolution, présentée par l'Union européenne, appelant le transfert, à une date indéterminée, du dossier nucléaire iranien devant le Conseil de sécurité des Nations unies.
- France, politique : la ministre de la Défense Michèle Alliot-Marie déclare au Journal du Dimanche que c'est une évidence qu'elle participera au débat présidentiel. Elle affirme même avoir l'intention d'y jouer un rôle de premier plan. Une candidature de sa part n'est donc pas exclue.
- France, politique : selon un sondage Ifop réalisé pour le Journal du Dimanche, auprès de 965 personnes, Jack Lang serait le meilleur candidat du PS pour la présidentielle de 2007, avec 24 %, juste devant Ségolène Royal, avec 23 %, Dominique Strauss-Kahn, 22 % et Laurent Fabius, 17 %. Chez les sympathisants socialistes, Jack Lang arrive également en tête avec 24 %, devant Ségolène Royal et Dominique Strauss-Kahn, à égalité à 22 %.
- France, politique : les anciens ministres Patrick Devedjian et Marie-Anne Montchamp, devraient retrouver leur siège de député des Hauts-de-Seine et du Val-de-Marne. Deux élections législatives partielles seront organisées dimanche 25 septembre.
- États-Unis : mort de l'acteur américain, Tommy Bond. L'ancien enfant star, est décédé de complications dues à des problèmes cardiaques. Il était âgé de 79 ans.

### Dimanche25 septembre 2005
- Suisse : les Suisses ont approuvé à 56 % l'extension de la libre circulation des personnes aux dix nouveaux États membres de l'Union européenne.
- France, politique : le ministre des Affaires étrangères Philippe Douste-Blazy n'exclut pas a priori une candidature de Dominique de Villepin pour l'élection présidentielle de 2007.
- Liban : une bombe placée sous la voiture de la journaliste May Chidiac, présentatrice de la télévision privée libanaise LBC a explosé près de la ville de Jounieh, située au nord-est de Beyrouth. La journaliste a été grièvement blessée et a été transportée à l'hôpital.
- France : le vol AF4521 de l'Airbus A320 en provenance de Figari en Corse-du-Sud à destination de Paris a fait un atterrissage d'urgence à l'aéroport d'Ajaccio à la suite d'un problème technique du système de fermeture du train d'atterrissage, survenu peu après le décollage. L'appareil a effectué une série de rotations au-dessus d'Ajaccio pour se délester des 9 000 litres de carburant contenus dans les réservoirs. Tous les passagers sont sains et saufs. Parmi eux se trouvaient plusieurs personnalités de la télévision tels que Laurent Boyer, Stéphane Collaro, Nathalie Marquay, Vincent Mc Doom ou encore Bernard Montiel. Tous revenaient du festival Mosaïcales du rire qui s'est tenu jusqu'à dimanche soir à Porto-Vecchio. Ils devraient rembarquer prochainement pour Paris.
- Pérou : un violent tremblement de terre d'une magnitude préliminaire de 7 a fait au moins 8 morts dans le nord du pays et privé de courant et de téléphone la plus grande partie de la région de Lima.
- France : mort du pianiste de jazz, Georges Arvanitas dans la région parisienne à l'âge de 74 ans.
- États-Unis : mort de George Archer, vainqueur du Masters en 1969 et considéré comme l'un des meilleurs putters du monde pendant sa longue carrière professionnelle. Il est mort des suites d'un lymphome de Burkitt à son domicile d'Incline Village. Il avait 65 ans.
- Canada : la nouvelle gouverneure générale du Canada, Michaëlle Jean abandonne sa citoyenneté française à la suite des critiques de certains monarchistes radicaux qui y voyaient un manque de loyauté envers le Canada.
- États-Unis : mort de l'acteur américain Don Adams, à l'hôpital du Cedars-Sinai de Los Angeles. Il a succombé à une infection des poumons à l'âge de 82 ans.

### Lundi26 septembre 2005
- France : une cellule islamiste, regroupée autour d'un homme condamné pour son soutien logistique aux attentats de 1995, a été démantelée par la police, qui la soupçonne d'avoir envisagé de perpétrer des attaques terroristes dans le pays. Neuf personnes ont été interpellées à Trappes dans les Yvelines et à Évreux dans l'Eure, dans deux cités sensibles, et des ordinateurs ont été saisis, mais ni arme ni explosif. D'autres arrestations dans la même mouvance islamique ont eu lieu simultanément en Italie. Ces actions visent le groupe salafiste pour la prédication et le combat (GSPC), branche radicale de l'islamisme armé en Algérie, soupçonné de liens avec Al-Qaïda.
- France : à la suite de l'UFR de sciences, en grève depuis le 12 septembre, la rentrée de l'UFR de lettres de l'université de Rouen a été perturbée par des revendications pour des moyens supplémentaires. En 1995, un conflit similaire avait lancé le mouvement de grève, poursuivi par la contestation du plan Juppé[25].
- États-Unis : la militante américaine Cindy Sheehan a été interpellée par la police lors d'une manifestation anti-guerre devant la Maison-Blanche.
- États-Unis : le président George W. Bush a laissé entendre que le prochain juge nommé à la Cour suprême, en remplacement de la centriste Sandra Day O'Connor, qui prend sa retraite, serait une femme ou une personne issue d'une minorité ethnique.
- États-Unis : l'ouragan Rita a fait plus de 30 morts. Cinq personnes supplémentaires ont été retrouvées mortes asphyxiées par des gaz toxiques d'un groupe électrogène dans un appartement de Beaumont (Texas).
- Irak : Abou Azzam, bras droit d'Abou Moussab Zarkaoui, a été tué par les forces américano-irakiennes à Bagdad, confirme l'armée américaine. Le numéro deux de la branche irakienne d'Al-Qaïda a péri alors qu'il s'était retranché dans un appartement d'un immeuble de la capitale.
- États-Unis : la soldate américaine Lynndie England, au centre du scandale de la prison irakienne d'Abou Ghraib en 2003, a été reconnue coupable par la cour martiale de Fort Hood (Texas) de six chefs d'accusations sur sept pour mauvais traitements sur des Irakiens. Restée silencieuse lors du verdict, elle encourt une peine allant jusqu'à dix ans de prison.
- Pologne : le parti Droit et justice (PiS, conservateur) remporte les élections législatives en Pologne, et devance la formation libérale de la plate-forme civique (PO), selon les résultats définitifs du scrutin de dimanche, a confirmé mardi la Commission électorale. Une fois tous les bulletins dépouillés, le PiS s'adjuge près de 27 % des voix (26,99 %), le PO 24,14 %. La majorité sortante de l'Alliance de la gauche démocratique (SLD) tombe à 11,31 %.

### Mardi27 septembre 2005
- France : mort du sculpteur abstrait français d'origine belge Pol Bury à l'âge de 83 ans à l'hôpital Georges-Pompidou de Paris.
- France, politique : le parti socialiste dénonce Nicolas Sarkozy pour son opération médiatique concernant l'arrestation des 9 islamistes présumés la veille au matin, jour de diffusion de Pièces à conviction, une émission télévisée sur le terrorisme, et dont il était la vedette. Cette émission avait été enregistrée le 21 septembre 2005 et Nicolas Sarkozy y déclarait notamment que « à la minute où je vous parle, des arrestations ont eu lieu, ce sont des arrestations préventives, mais ceux qu'on est allé chercher savent pourquoi on est allé les chercher ». Les socialistes s'interrogent sur l'utilité d'une telle déclaration médiatique une semaine avant ces arrestations et soupçonnent le ministre de l'intérieur d'avoir planifié et organisé des arrestations médiatisées ayant pour but d'illustrer son action politique.
- Turquie : une journaliste turque poursuivie pour propagande séparatiste kurde a fait condamner le pays pour atteinte à la liberté d'expression par la Cour européenne des droits de l'homme de Strasbourg. Asli Günes était rédactrice en chef de la revue politique Hedef (La cible) lorsqu'elle avait cosigné en mars 1992 un article dans lequel elle critiquait les opérations militaires contre les séparatistes kurdes. L'article appelait à « refuser de combattre au sein des troupes turques qui vont assombrir l'avenir des Kurdes ».
- Espagne : un demi-millier d'Africains a tenté de franchir illégalement la frontière entre le Maroc et Melilla, enclave espagnole sur la côte méditerranéenne du Maroc, lors de la plus vaste opération de ce genre menée cette année par des candidats à l'immigration clandestine, font savoir les autorités espagnoles.
- Égypte : réélu avec 89 % des voix il y a trois semaines lors de la première élection présidentielle pluraliste de l'histoire égyptienne, Hosni Moubarak entame, à 77 ans, son cinquième mandat de six ans à la tête de son pays, le plus peuplé du monde arabe.
- France : les membres de la cellule islamiste organisée autour de Safé Bourrada démantelée la veille sont soupçonnés d'avoir envisagé des attentats dans le métro, contre un aéroport parisien et le siège de la Direction de la surveillance du territoire (DST), a-t-on appris de sources proches de l'enquête. Cette suspicion des enquêteurs, dont ont fait état Le Parisien et Le Figaro, trouve sa source dans un renseignement venu d'Algérie et des surveillances téléphoniques. Le ministre de l'Intérieur Nicolas Sarkozy a affirmé la veille au soir qu'à l'heure actuelle, « il y a une dizaine de jeunes français qui sont en Irak, prêts à faire les kamikazes », tandis que d'autres français se trouvent « au Pakistan dans des écoles religieuses. Il n'est pas normal qu'un individu qui habite dans nos quartiers parte tout à coup quatre mois en Afghanistan, trois mois en Syrie », a-t-il déclaré.
- Algérie : Madani Mezrag, ancien dirigeant de la branche armée de l'ex-Front islamique du Salut, prévient que le référendum sur la charte « pour la paix et la réconciliation nationale » ne fera pas renoncer les islamistes à leur objectif d'instaurer une république islamique en Algérie.
- Liban : le pays a l'intention de solliciter de la France et des États-Unis une aide en formation et en logistique pour ses forces de sécurité afin d'enrayer la multiplication des attentats commis depuis l'assassinat à la mi-février de l'ancien premier ministre Rafic Hariri.
- Israël : le premier ministre israélien Ariel Sharon a battu à l'arraché la veille au soir son rival au sein du Likoud, Benjamin Netanyahu, en obtenant le soutien du comité central à sa demande de maintenir les primaires en 2006. L'armée israélienne a arrêté 82 Palestiniens membres du Hamas et du Jihad islamique, les deux principaux mouvements islamistes, durant la nuit de lundi à mardi en Cisjordanie, a annoncé une porte-parole militaire.
- Royaume-Uni : l'Irlande du Nord a franchi un nouveau pas vers la paix avec l'annonce officielle du démantèlement complet de l'arsenal de l'Armée républicaine irlandaise provisoire (IRA). « Les armes détruites représentent la totalité de l'arsenal de l'IRA », a annoncé à Belfast le général canadien John de Chastelain, qui préside la commission chargée du désarmement des paramilitaires.
- France, politique : le syndicaliste paysan, José Bové ferait, selon 27 % des Français, un bon candidat à la présidentielle de 2007. 62 % sont d'un avis inverse.
- Pologne : le parti conservateur catholique Droit et Justice, sorti vainqueur des élections législatives de dimanche, a finalement proposé la nomination surprise de Kazimierz Marcinkiewicz au poste de premier ministre, et non celle attendue de son dirigeant Jarosław Kaczyński. Cette annonce signifie que le parti Droit et Justice (PiS) a décidé de jeter désormais toutes ses forces dans la bataille présidentielle du mois prochain pour laquelle il présentera la candidature de Lech Kaczyński, maire de Varsovie et frère jumeau de Jarosław Kaczyński. Or, dans l'hypothèse où Lech Kaczyński serait élu président de la Pologne le 9 octobre, Jarosław Kaczyński avait promis de renoncer à diriger le gouvernement pour éviter à la Pologne d'avoir à la tête de son exécutif deux dirigeants difficiles à distinguer l'un de l'autre.
- Viêt Nam : le typhon Damrey, dont les vents dépassent les 100 km/h et qui a fait neuf morts sur l'île chinoise de Haïnan, a abordé le nord du Viêt Nam, soufflant des toits, renversant des arbres et des poteaux électriques. Les autorités ne signalaient pas de victimes.

### Mercredi28 septembre 2005
- France, politique : le député UMP des Hauts-de-Seine Manuel Aeschlimann a proposé dans un communiqué que la liste de tous les élus qui parrainent un candidat à l'élection présidentielle soit rendue publique et figure dans l'enveloppe contenant les professions de foi et bulletins de vote adressée aux électeurs.
- États-Unis : le chef de la police de La Nouvelle-Orléans Eddie Compass a démissionné au terme d'un mois de crise interne déclenchée par le passage de l'ouragan Katrina.
- États-Unis : la femme soldat américaine Lynndie England, symbole des sévices sur les détenus à la prison irakienne d'Abu Ghraib, a été condamnée à trois ans de prison. Elle encourait une peine maximale de neuf ans de prison.
- France : Aïssa Dermouche, préfet issu de l'immigration dont la nomination avait été présentée par le gouvernement comme un symbole de l'intégration, a été placé hors cadre sur décision du conseil des ministres. Celui qui était préfet du Jura depuis le 14 janvier 2004 a été relevé de ses fonctions « à sa demande », précise le communiqué du conseil. Il sera remplacé à Lons-le-Saunier par Christian Rouyer. Kabyle né en Algérie, Aïssa Dermouche est devenu un symbole de l'intégration au moment de sa nomination. Aïssa Dermouche avait été visé par trois attentats après sa nomination. Ces attentats n'ont jamais été élucidés.
- Irak : un attentat suicide commis par une femme kamikaze contre un centre de recrutement de la police au nord-ouest du pays a fait cinq morts et 30 blessés, au lendemain de l'annonce de la mort du numéro deux présumé de l'organisation terroriste Al-Qaïda dans le pays. La kamikaze, habillée d'une tenue traditionnelle et portant le hijab (voile islamique), s'est introduite dans les rangs de recrues de la police qui attendaient devant la mairie de Tall Afar, transformée en centre de recrutement, avant de déclencher sa ceinture d'explosifs.
- Pakistan : le chef du groupe terroriste sunnite pakistanais Lashkar-e-Jhangvi, lié à Al-Qaïda et spécialisé dans les violences contre la minorité musulmane chiite, a été arrêté.
- France : le Parlement européen s'est prononcé à Strasbourg pour le report de la ratification du protocole d'Ankara, qui prévoit l'extension de l'union douanière avec la Turquie aux dix nouveaux États membres de l'Union européenne. Les eurodéputés ont voté ce report par 311 voix contre 285 et 65 abstentions, à la suite du refus de la Turquie de reconnaître la république de Chypre. Le Parlement européen a adopté une résolution non contraignante appelant la Turquie à reconnaître le génocide arménien, qui a fait un million de morts entre 1915 et 1923. Les parlementaires estiment dans cette résolution que la reconnaissance du génocide doit être une condition à l'adhésion de la Turquie à l'Union européenne. Le Parlement européen s'est contenté de prendre acte de l'ouverture, le 3 octobre prochain, des négociations d'adhésion avec la Turquie, en l'accompagnant de conditions suspensives qui reflètent les profondes divergences au sein de l'hémicycle. Dans une résolution adoptée par 356 voix contre 181 et 25 abstentions, il a estimé que la suspension des négociations « pourrait » être envisagée fin 2006 si la Turquie n'a pas mis en œuvre d'ici là l'intégralité du protocole d'Ankara qui étend son union douanière avec l'UE aux dix nouveaux membres.
- Turquie : le pays a laissé entendre qu'elle pourrait bouder les pourparlers d'adhésion à l'Union européenne prévus pour le 3 octobre si le cadre des négociations était en deçà de ses attentes. « Il est clair que nous prendrons notre décision finale quand le cadre des négociations aura été totalement clarifié et que nous l'aurons évalué », a déclaré, visiblement irrité, le porte-parole du ministère des Affaires étrangères, Namik Tan, à la presse.
- Israël : l'Intifada palestinienne est entrée dans sa sixième année avec de nouveaux raids israéliens dans la bande de Gaza en dépit de l'annonce par les groupes armés palestiniens de la fin de leurs attaques depuis ce territoire évacué par Israël après 38 ans d'occupation.
- États-Unis : les gaz à effet de serre, dont surtout le dioxyde de carbone (CO2), ont augmenté de 20 % de 1990 à 2004 sur la planète, selon un nouvel indice publié mardi par le NOAA, l'agence fédérale américaine océanographique et atmosphérique.
- France : après que le syndicat des travailleurs corses a subtilisé le Pascal Paoli, le plus gros navire de la SNCM et qu'une procédure criminelle ait été ouverte par le parquet de Marseille, le GIGN et les commandos de la marine française, héliportés, prennent d'assaut le navire au large de Bastia et en reprennent le contrôle.
- États-Unis : la calotte glaciaire arctique s'est fortement réduite cette année et ce pour le quatrième été consécutif, ont indiqué des scientifiques américains, selon lesquels ce phénomène, attribué au réchauffement du climat, va probablement s'accélérer. Étant donné le bas niveau record des glaces cette année à l'approche de la fin septembre, 2005 va presque certainement surpasser 2002 pour la plus faible superficie de glace dans l'Arctique depuis plus d'un siècle.
- États-Unis : mort de la juge fédérale Constance Motley, l'une des figures de la lutte des noirs américains pour les droits civiques, qui a défendu Martin Luther King lorsqu'elle était jeune avocate. Constance Motley fut la première femme noire à devenir juge fédérale en 1966, malgré l'opposition de juges conservateurs et de politiciens du sud des États-Unis. Elle avait 84 ans.

### Jeudi29 septembre 2005
- États-Unis : libération de la journaliste du New York Times Judith Miller après presque trois mois d'incarcération, elle a été libérée après avoir accepté de témoigner dans le cadre de l'enquête sur une fuite à la Maison-Blanche ayant permis d'identifier un agent secret de la CIA.
- États-Unis : mort du pharmacien d'origine autrichienne, Leo Sternbach, inventeur d'une nouvelle catégorie de tranquillisants, dont le plus célèbre reste le Valium. Il est mort à son domicile de Chapel Hill en Caroline du Nord à l'âge de 97 ans.
- Irak : au moins 85 personnes ont été tuées, dont 22 enfants et 35 femmes, et 110 blessées dans le triple attentat à la voiture piégée qui a frappé la ville chiite de Balad, au nord de Bagdad. Cette attaque, l'une des plus meurtrières contre des chiites en Irak depuis la chute du régime de Saddam Hussein au printemps 2003, est dans la ligne de la « guerre totale » contre cette communauté décrétée le 14 septembre par l'organisation d'Al-Qaïda en Irak.
- Soudan : vingt-neuf réfugiés noirs du Darfour ont été tués et une dizaine d'autres grièvement blessés lors d'une attaque sans précédent de leur camp par des cavaliers arabes, annonce le Haut Commissariat des Nations unies pour les réfugiés (HCR).
- Algérie : selon les résultats officiels, la « Charte pour la paix et la réconciliation nationale » a reçu l'aval de 97,36 % des votants. Au niveau national, la participation s'est élevée à 82 %. Tandis que l'opposition dénonce une « bouffonnerie », la France salue un vote « démocratique ».
- France : les projets d'attentats concernant le siège de la DST, le métro parisien et l'aéroport d'Orly, évoqués début septembre par un suspect arrêté en Algérie, ont été confirmés par au moins l'un des gardés à vue interpellés lundi en France.
- Belgique : une réunion extraordinaire des ministres européens des Affaires étrangères aura lieu dimanche pour débattre de l'ouverture des négociations d'adhésion avec la Turquie prévues le lendemain, à la suite d'objections opposées par l'Autriche. Les ambassadeurs des Vingt-cinq, réunis jeudi à Bruxelles, ne sont pas parvenus à se mettre d'accord et ont transmis le dossier au niveau des ministres. L'Autriche estime en effet que les Européens doivent proposer un partenariat étroit à la Turquie mais sans aller toutefois jusqu'à l'adhésion en tant que telle. Ankara considère comme inacceptable cette éventuelle alternative.
- Belgique : le pays a lancé un mandat d'arrêt international à l'encontre de l'ancien président tchadien Hissène Habré, réfugié au Sénégal, pour « violations graves du droit humanitaire international », a annoncé jeudi la ministre de la Justice, Laurette Onkelinx.
- Espagne : deux africains ont perdu la vie en participant, avec plusieurs centaines de candidats à l'immigration en Europe, à un nouvel assaut de la clôture marquant la frontière entre le Maroc et l'enclave espagnole de Ceuta dans la nuit de mercredi à jeudi.
- Viêt Nam : le bilan du passage du typhon Damrey en Asie du sud-est s'est alourdi avec la mort d'au moins 57 personnes à la suite de violentes crues et de sept personnes dans le nord de la Thaïlande. L'ouragan Katrina, qui a frappé le sud des États-Unis fin août, a fait 1 132 morts, selon un nouveau bilan provisoire, qui recense 11 victimes supplémentaires en Louisiane.
- Inde : un autocar est sorti d'une route de montagne faisant au moins 22 morts et 17 blessés. L'autocar reliait Srinagar, capitale d'été de l'État indien de Jammu-et-Cachemire à la ville de Sangaldan. Il s'est écrasé dans la montagne à Tattapani, à environ 165 km au nord de Jammu, capitale d'hiver de l'État.
- France, politique : le président du groupe communiste à l'Assemblée nationale Alain Bocquet estime que la secrétaire nationale du parti Marie-George Buffet serait bien placée pour représenter les couleurs du PCF à l'élection présidentielle 2007.
- États-Unis : un feu de broussailles s'est rapidement propagé sur plus de 28 kilomètres, près de Los Angeles. Une maison a été détruite et les flammes menacent maintenant des maisons cossues de la vallée de San Fernando. Plusieurs communautés de Los Angeles ont été évacuées. Plus de 700 pompiers combattent les flammes, mais le vent complique leur travail. À peine 5 % du brasier est considéré sous contrôle par les autorités. Un autre incendie de forêt s'est déclaré à l'est de Los Angeles. Il a déjà rasé une ferme, entraînant la mort de milliers de poulets.
- États-Unis : le juge conservateur John Roberts est devenu le 17e président de la Cour suprême des États-Unis, sa nomination par le président George W. Bush ayant été confirmée à une large majorité au Sénat. La chambre haute a approuvé par 78 voix contre 22 la candidature de Roberts, un juge d'appel âgé de 50 ans, qui succède ainsi à William Rehnquist, juge conservateur et président de la Cour suprême décédé au début du mois. Tous les républicains et la moitié des démocrates ont voté en sa faveur.
- Belgique : le pays a lancé un mandat d’arrêt international à l'encontre de l'ancien président tchadien Hissène Habré, accusé de tentatives de génocide, de meurtres politiques et de tortures physique.

### Vendredi30 septembre 2005
- Belgique : Jean-Claude Van Cauwenberghe a annoncé ce soir sa démission du poste de ministre-président du Gouvernement wallon, faisant suite au scandale de la Carolorégienne.
- États-Unis : plus de 3 000 pompiers californiens combattent depuis hier un incendie qui a déjà brûlé plus de 6 400 hectares de broussailles, nécessitant l'évacuation de centaines d'habitants. Les flammes menacent des résidences dans la vallée de San Fernando, à l'ouest de Los Angeles, et progressent vers Thousand Oaks, dans le comté de Ventura. L'origine du feu n'a pu être établie dans l'immédiat.
- Nations unies : les Nations unies appellent les gouvernements du monde entier à prendre des mesures immédiates contre la menace d'une pandémie de grippe qui pourrait faire entre 5 et 150 millions de victimes, suivant l'expansion de l'épidémie de grippe aviaire en Asie.
- Viêt Nam : des milliers de soldats sont mobilisés dans le nord du pays pour les opérations de secours et de recherche après le passage mardi du typhon Damrey qui a fait au moins 60 morts ou disparus, selon un nouveau bilan. Le typhon Damrey, le plus violent à frapper le Viêt Nam depuis 10 ans, a provoqué des inondations subites et des glissements de terrain, détruisant des digues et des rizières, libérant des torrents d'eau, emportant des maisons et privant d'électricité cinq millions de personnes. La province la plus touchée est celle de Yen Bai dans le nord du pays où les équipes de secours ont déjà retrouvé 39 corps et où 12 autres personnes sont portées disparues et probablement décédées.
- Pologne : le candidat de la Plateforme civique (droite libérale), Donald Tusk, confirme son avance dans les sondages en vue de la présidentielle du 9 octobre : il est crédité de 45 % des intentions de vote, contre 29 % à son principal rival, Lech Kaczyński, du parti Droit et Justice (conservateur catholique), maire de Varsovie.
- Pologne : un car transportant des lycéens polonais pour un pèlerinage au sanctuaire de Częstochowa a percuté un camion avant de prendre feu, faisant 13 morts. L'autocar, qui transportait principalement des jeunes âgés de 18 et 19 ans, était parti de la ville de Białystok dans le nord-est du pays. Une soixantaine de personnes se trouvaient à bord du bus lorsque, pour une raison encore indéterminée, il a percuté de plein fouet le camion, à 35 km seulement de Białystok. La plupart des victimes décédées sont des lycéens de classe terminale. Une quarantaine de personnes ont été hospitalisées, dont deux enseignants grièvement blessés.